# Bahnstrecke Berlin–Dresden
| | |                                                |                                                |
| Streckennummer (DB): | 6035 (S-Bahn Bln.-Yorckstraße–Blankenfelde) 6135 (Bln. Südkreuz–Elsterwerda) 6248 (Elsterwerda–Dre.-Friedrichst.) |                                                |                                                |
| Kursbuchstrecke (DB): | 200.2 (Yorckstraße–Blankenfelde) 203 0 (Glasower Damm–Elsterwerda) 225 0 (Elsterwerda–Dresden Hbf) 240 0 (Gesamtverkehr) |                                                |                                                |
| Kursbuchstrecke: | 136a (Gesamt) 99d (S-Bahn/Dampf S-Bahn Potsdamer Ringbf – Wünsdorf) jeweils 1934 163 (Berlin Anh Bf – Radebeul Abzw Az) 105b (Rangsdorf – Wünsdorf) 159h (Weinböhla – Dresden Hbf) 105a (S-Bahn Potsdamer Platz – Rangsdorf) jeweils 1946 300 (Gesamt) jeweils 1968 |                                                |                                                |
| Streckenlänge: | 174,2 km |                                                |                                                |
| Spurweite: | 1435 mm (Normalspur) |                                                |                                                |
| Streckenklasse: | D4 |                                                |                                                |
| Stromsystem: | 15 kV, 16,7 Hz ~ |                                                |                                                |
| Streckengeschwindigkeit: | 160 / 200 km/h |                                                |                                                |
| Zugbeeinflussung: | PZB, ETCS L2 |                                                |                                                |
| Zweigleisigkeit: | Blankenfelde–Dresden-Friedrichstadt Südkreuz–Lichtenrade (S-Bahn) |                                                |                                                |
| | |                                                |                                                |
| \| \| \| Berlin Anhalter Bahnhof (1882–1952) \| \| \| \| \| Berlin Dresdener Bahnhof (1875–1882) \| \| \| \| \| \| \| \| \| \| von Berlin Potsdamer Platz \| \| \| \| \| von Berlin Hbf \| \| \| \| \| \| \| \| \| 1,600 \| Berlin Yorckstraße \| Berlin Yorckstraße \| \| \| 3,500 \| Berlin Südkreuz Ringbahn (bis 2006 Papestraße) \| Berlin Südkreuz Ringbahn (bis 2006 Papestraße) \| \| \| \| Verbindungsgleis S-Bahn/Fernbahn \| \| \| \| \| von der Ringbahn \| \| \| \| \| Berlin Südkreuz Süd Abzw \| \| \| \| \| Berlin-Tempelhof Rbf \| \| \| \| \| nach Mariendorf \| \| \| \| 5,100 \| Berlin Priesterweg \| Berlin Priesterweg \| \| \| \| nach Teltow (Anhalter Bahn) \| \| \| \| \| nach Halle (Anhalter Bahn) \| \| \| \| 6,700 \| Berlin Attilastraße (früher Mariendorf) \| Berlin Attilastraße (früher Mariendorf) \| \| \| \| Güterbahn Tempelhof–Mariendorf \| \| \| \| 6,815 \| Teltowkanal \| Teltowkanal \| \| \| \| Berlin Kamenzer Damm (geplant) \| \| \| \| 9,400 \| Berlin-Marienfelde \| Berlin-Marienfelde \| \| \| \| Verbindungsgleis S-Bahn/Fernbahn \| \| \| \| \| Industrieanschl. Motzener Str. \| \| \| \| 11,000 \| Berlin Buckower Chaussee \| Berlin Buckower Chaussee \| \| \| \| zum Industrieanschl. Motzener Str. \| \| \| \| \| Güteraußenring (GAR) \| \| \| \| \| vom GAR \| \| \| \| 12,300 \| Berlin Schichauweg \| Berlin Schichauweg \| \| \| 13,800 \| Berlin-Lichtenrade \| Berlin-Lichtenrade \| \| \| \| Landesgrenze Berlin–Brandenburg \| \| \| \| 16,836 \| Mahlow \| Mahlow \| \| \| 17,200 \| Abzw Glasower Damm Nord \| Abzw Glasower Damm Nord \| \| \| \| nach Bohnsdorf Süd (zum Außenring) \| \| \| \| \| Berliner Außenring \| \| \| \| 18,800 \| zum Berliner Außenring \| zum Berliner Außenring \| \| \| 18,972 \| Abzw Glasower Damm Süd \| Abzw Glasower Damm Süd \| \| \| 19,553 \| Blankenfelde (Kr Teltow-Fläming) \| Blankenfelde (Kr Teltow-Fläming) \| \| \| 20,800 \| Dahlewitz \| Dahlewitz \| \| \| \| Anschluss Gutsbahn Dahlewitz \| \| \| \| 24,240 \| Rangsdorf \| Rangsdorf \| \| \| 26,683 \| Bk Pramsdorf \| Bk Pramsdorf \| \| \| 30,667 \| Dabendorf mit Bk \| Dabendorf mit Bk \| \| \| \| von Mittenwalde \| \| \| \| 31,200 \| Abzw Zossen Zoa \| Abzw Zossen Zoa \| \| \| 32,740 \| Zossen \| 37 m \| \| \| \| nach Jüterbog \| \| \| \| \| Nottekanal \| \| \| \| 36,000 \| Zossen Lager \| Zossen Lager \| \| \| 39,075 \| Wünsdorf-Waldstadt \| 50 m \| \| \| 42,080 \| Neuhof (b Zossen) \| Neuhof (b Zossen) \| \| \| 51,460 \| Baruth (Mark) \| 55 m \| \| \| 56,110 \| Klasdorf Glashütte \| Klasdorf Glashütte \| \| \| 61,790 \| Golßen (Niederl) \| 62 m \| \| \| 68,560 \| Drahnsdorf \| 65 m \| \| \| \| von Dahme \| \| \| \| 76,000 \| Luckau-Uckro \| 84 m \| \| \| \| Falkenberg (Elster)–Beeskow \| \| \| \| 81,100 \| Gehren (Kr Luckau) \| Gehren (Kr Luckau) \| \| \| 85,535 \| Walddrehna \| 115 m \| \| \| 93,650 \| Brenitz-Sonnewalde \| 99 m \| \| \| 100,000 \| Abzw Doberlug-Kirchhain Nord \| Abzw Doberlug-Kirchhain Nord \| \| \| \| Verbindungsbahn nach Hennersdorf West \| \| \| \| \| Verbindungsbahn nach Doberlug-Kirchhain unt Bf \| \| \| \| 102,868 \| Doberlug-Kirchhain ob Bf Halle–Cottbus \| Doberlug-Kirchhain ob Bf Halle–Cottbus \| \| \| 108,900 \| Rückersdorf (Niederl) \| Rückersdorf (Niederl) \| \| \| 111,65 \| Lausitzer Grubenbahn[1] \| Lausitzer Grubenbahn[1] \| \| \| 116,510 \| Hohenleipisch \| Hohenleipisch \| \| \| \| Roßlau (Elbe)–Węgliniec \| \| \| \| 121,700 \| Biehla \| Biehla \| \| \| \| von Elsterwerda-Biehla \| \| \| \| \| Anschluss Elsterwerda-West – Terminal \| \| \| \| 122,750 \| Elsterwerda \| 93 m \| \| \| \| Schwarze Elster \| \| \| \| \| Pulsnitz \| \| \| \| \| nach Abzw Zeithain Bogendreieck \| \| \| \| 124,56350,360 \| Streckenwechsel 6135 / 6248 \| Streckenwechsel 6135 / 6248 \| \| \| 48,138 \| Prösen Ost \| 93 m \| \| \| \| Landesgrenze Brandenburg–Sachsen \| \| \| \| 43,445 \| Frauenhain \| 110 m \| \| \| 39,530 \| Zabeltitz \| 113 m \| \| \| 39,40 \| Zabeltitz \| 113 m \| \| \| 34,190 \| Verbindungsbahn nach Großenhain Cottb Bf \| Verbindungsbahn nach Großenhain Cottb Bf \| \| \| 33,520 \| Großenhain Berl Bf (bis 2002 Personenbf) \| 118 m \| \| \| \| Große Röder \| \| \| \| 32,50 \| Priestewitz–Großenhain Cottb Bf \| Priestewitz–Großenhain Cottb Bf \| \| \| \| Röderneugraben \| \| \| \| 0 \| Verbindungskurve von Abzw Leckwitz \| Verbindungskurve von Abzw Leckwitz \| \| \| 27,908 \| Abzw Kottewitz \| Abzw Kottewitz \| \| \| 26,00 \| Böhla \| 144 m \| \| \| 25,530 \| \| \| \| \| \| \| \| \| \| 22,390 20,170 \| Kockelsbergtunnel (geplant) \| Kockelsbergtunnel (geplant) \| \| \| \| \| \| \| \| 18,809 \| \| \| \| \| 17,480 \| Weinböhla (bis 2002 Personenbf) \| 143 m \| \| \| 13,310 \| Neucoswig (bis 2002) \| 123 m \| \| \| 12,012 \| Radebeul Abzw Az \| Radebeul Abzw Az \| \| \| 11,946 \| Verbindungsbahn nach Radebeul Nord \| Verbindungsbahn nach Radebeul Nord \| \| \| \| Leipzig Hbf–Dresden-Neustadt \| \| \| \| \| Verbindungsbahn von Coswig (b Dresden) \| \| \| \| 10,868 \| Abzw Radebeul-Naundorf \| Abzw Radebeul-Naundorf \| \| \| 10,717 \| Radebeul-Naundorf \| 111 m \| \| \| \| Elbebrücke Niederwartha (354 m) \| \| \| \| 8,969 \| Niederwartha \| 112 m \| \| \| \| Anst Pumpspeicherwerk Niederwartha \| \| \| \| 6,785 \| Cossebaude \| 110 m \| \| \| 5,275 \| Dresden-Stetzsch \| 110 m \| \| \| 3,890 \| Dresden-Kemnitz \| 108 m \| \| \| 2,220 \| Dresden-Cotta \| 116 m \| \| \| \| von Dresden-Altstadt Elbufer \| \| \| \| 0,260 \| Dresden-Friedrichstadt \| 114 m \| \| \| 0,000 \| (ursprünglicher Streckenbeginn) \| (ursprünglicher Streckenbeginn) \| \| \| \| von/nach Dresden-Neustadt \| \| \| \| \| von/nach Werdau Bogendreieck \| \| \| \| \| nach Dresden Hbf–Děčín \| \| \| \| \| \| \| \| Quellen: [2][3][4] \| \| \| \| | |                                                |                                                |
| Kopfbahnhof Streckenanfang (Strecke außer Betrieb) | | Berlin Anhalter Bahnhof (1882–1952)            | Berlin Anhalter Bahnhof (1882–1952)            |
| Kopfbahnhof Streckenanfang (Strecke außer Betrieb) · Strecke (außer Betrieb) | | Berlin Dresdener Bahnhof (1875–1882)           | Berlin Dresdener Bahnhof (1875–1882)           |
| Strecke nach links (außer Betrieb) · Abzweig geradeaus und von rechts (Strecke außer Betrieb) | |                                                |                                                |
| Strecke von links (im Tunnel) · Kreuzung mit Tunnelstrecke (Strecke geradeaus außer Betrieb) | | von Berlin Potsdamer Platz                     | von Berlin Potsdamer Platz                     |
| Kreuzung mit oberirdischer Strecke (im Tunnel) · Abzweig ehemals geradeaus und von rechts | | von Berlin Hbf                                 | von Berlin Hbf                                 |
| Tunnelende · Strecke | |                                                |                                                |
| S-Bahn-Halt · Strecke | 1,600 | Berlin Yorckstraße                             | Berlin Yorckstraße                             |
| Turm-S-Bahnhof geradeaus unten · Turmbahnhof geradeaus unten | 3,500 | Berlin Südkreuz Ringbahn (bis 2006 Papestraße) | Berlin Südkreuz Ringbahn (bis 2006 Papestraße) |
| Abzweig geradeaus und von links · Abzweig geradeaus und nach rechts | | Verbindungsgleis S-Bahn/Fernbahn               | Verbindungsgleis S-Bahn/Fernbahn               |
| Strecke · Abzweig geradeaus, von links und ehemals von rechts | | von der Ringbahn                               | von der Ringbahn                               |
| Strecke · Blockstelle | | Berlin Südkreuz Süd Abzw                       | Berlin Südkreuz Süd Abzw                       |
| Strecke · ehemaliger Dienststation / Betriebs- oder Güterbahnhof | | Berlin-Tempelhof Rbf                           | Berlin-Tempelhof Rbf                           |
| Strecke · Abzweig geradeaus und nach links | | nach Mariendorf                                | nach Mariendorf                                |
| S-Bahnhof · Strecke | 5,100 | Berlin Priesterweg                             | Berlin Priesterweg                             |
| Abzweig geradeaus und nach rechts · Strecke | | nach Teltow (Anhalter Bahn)                    | nach Teltow (Anhalter Bahn)                    |
| Kreuzung geradeaus oben · Abzweig ehemals geradeaus und nach rechts | | nach Halle (Anhalter Bahn)                     | nach Halle (Anhalter Bahn)                     |
| S-Bahnhof · Strecke (außer Betrieb) | 6,700 | Berlin Attilastraße (früher Mariendorf)        | Berlin Attilastraße (früher Mariendorf)        |
| Strecke · Abzweig geradeaus und von links (Strecke außer Betrieb) | | Güterbahn Tempelhof–Mariendorf                 | Güterbahn Tempelhof–Mariendorf                 |
| Brücke über Wasserlauf · Brücke über Wasserlauf (Strecke außer Betrieb) | 6,815 | Teltowkanal                                    | Teltowkanal                                    |
| ehemaliger S-Bahn-Halt · Strecke (außer Betrieb) | | Berlin Kamenzer Damm (geplant)                 | Berlin Kamenzer Damm (geplant)                 |
| S-Bahnhof · Dienststation / Betriebs- oder Güterbahnhof (Strecke außer Betrieb) | 9,400 | Berlin-Marienfelde                             | Berlin-Marienfelde                             |
| Abzweig geradeaus und ehemals nach links · Abzweig geradeaus und von rechts (Strecke außer Betrieb) | | Verbindungsgleis S-Bahn/Fernbahn               | Verbindungsgleis S-Bahn/Fernbahn               |
| Abzweig geradeaus und ehemals nach links · Strecke (außer Betrieb) | | Industrieanschl. Motzener Str.                 | Industrieanschl. Motzener Str.                 |
| S-Bahn-Halt · Strecke (außer Betrieb) | 11,000 | Berlin Buckower Chaussee                       | Berlin Buckower Chaussee                       |
| Kreuzung (Querstrecke außer Betrieb) · Strecke (außer Betrieb) | | zum Industrieanschl. Motzener Str.             | zum Industrieanschl. Motzener Str.             |
| Kreuzung (Querstrecke außer Betrieb) · Strecke (außer Betrieb) | | Güteraußenring (GAR)                           | Güteraußenring (GAR)                           |
| Abzweig geradeaus, ehemals von links und ehemals von rechts · Strecke (außer Betrieb) | | vom GAR                                        | vom GAR                                        |
| S-Bahn-Halt · Strecke (außer Betrieb) | 12,300 | Berlin Schichauweg                             | Berlin Schichauweg                             |
| S-Bahnhof · Strecke (außer Betrieb) | 13,800 | Berlin-Lichtenrade                             | Berlin-Lichtenrade                             |
| Grenze · Grenze (Strecke außer Betrieb) | | Landesgrenze Berlin–Brandenburg                | Landesgrenze Berlin–Brandenburg                |
| S-Bahnhof · Strecke (außer Betrieb) | 16,836 | Mahlow                                         | Mahlow                                         |
| Strecke · Blockstelle (Strecke außer Betrieb) | 17,200 | Abzw Glasower Damm Nord                        | Abzw Glasower Damm Nord                        |
| Strecke · Abzweig geradeaus und nach links (Strecke außer Betrieb) | | nach Bohnsdorf Süd (zum Außenring)             | nach Bohnsdorf Süd (zum Außenring)             |
| Kreuzung geradeaus oben · Kreuzung geradeaus oben (Strecke geradeaus außer Betrieb) | | Berliner Außenring                             | Berliner Außenring                             |
| Kreuzung geradeaus oben · Abzweig ehemals geradeaus, von links und von rechts | 18,800 | zum Berliner Außenring                         | zum Berliner Außenring                         |
| Strecke · Blockstelle | 18,972 | Abzw Glasower Damm Süd                         | Abzw Glasower Damm Süd                         |
| S-Bahn-Halt Streckenende · Bahnhof | 19,553 | Blankenfelde (Kr Teltow-Fläming)               | Blankenfelde (Kr Teltow-Fläming)               |
| Haltepunkt / Haltestelle | 20,800 | Dahlewitz                                      | Dahlewitz                                      |
| Abzweig geradeaus und ehemals nach links | | Anschluss Gutsbahn Dahlewitz                   | Anschluss Gutsbahn Dahlewitz                   |
| Bahnhof | 24,240 | Rangsdorf                                      | Rangsdorf                                      |
| ehemalige Blockstelle | 26,683 | Bk Pramsdorf                                   | Bk Pramsdorf                                   |
| Haltepunkt / Haltestelle | 30,667 | Dabendorf mit Bk                               | Dabendorf mit Bk                               |
| Abzweig geradeaus und ehemals von links | | von Mittenwalde                                | von Mittenwalde                                |
| ehemalige Blockstelle | 31,200 | Abzw Zossen Zoa                                | Abzw Zossen Zoa                                |
| Bahnhof | 32,740 | Zossen                                         | 37 m                                           |
| Abzweig geradeaus und ehemals nach rechts | | nach Jüterbog                                  | nach Jüterbog                                  |
| Brücke über Wasserlauf | | Nottekanal                                     | Nottekanal                                     |
| ehemaliger Haltepunkt / Haltestelle | 36,000 | Zossen Lager                                   | Zossen Lager                                   |
| Bahnhof | 39,075 | Wünsdorf-Waldstadt                             | 50 m                                           |
| Haltepunkt / Haltestelle | 42,080 | Neuhof (b Zossen)                              | Neuhof (b Zossen)                              |
| Bahnhof | 51,460 | Baruth (Mark)                                  | 55 m                                           |
| Haltepunkt / Haltestelle | 56,110 | Klasdorf Glashütte                             | Klasdorf Glashütte                             |
| Bahnhof | 61,790 | Golßen (Niederl)                               | 62 m                                           |
| Haltepunkt / Haltestelle | 68,560 | Drahnsdorf                                     | 65 m                                           |
| Abzweig geradeaus und ehemals von rechts | | von Dahme                                      | von Dahme                                      |
| Bahnhof | 76,000 | Luckau-Uckro                                   | 84 m                                           |
| Kreuzung geradeaus unten | | Falkenberg (Elster)–Beeskow                    | Falkenberg (Elster)–Beeskow                    |
| ehemaliger Haltepunkt / Haltestelle | 81,100 | Gehren (Kr Luckau)                             | Gehren (Kr Luckau)                             |
| Bahnhof | 85,535 | Walddrehna                                     | 115 m                                          |
| Dienststation / Betriebs- oder Güterbahnhof | 93,650 | Brenitz-Sonnewalde                             | 99 m                                           |
| ehemalige Blockstelle | 100,000 | Abzw Doberlug-Kirchhain Nord                   | Abzw Doberlug-Kirchhain Nord                   |
| Abzweig geradeaus und nach links | | Verbindungsbahn nach Hennersdorf West          | Verbindungsbahn nach Hennersdorf West          |
| Abzweig geradeaus und nach rechts | | Verbindungsbahn nach Doberlug-Kirchhain unt Bf | Verbindungsbahn nach Doberlug-Kirchhain unt Bf |
| Turmbahnhof geradeaus oben | 102,868 | Doberlug-Kirchhain ob Bf Halle–Cottbus         | Doberlug-Kirchhain ob Bf Halle–Cottbus         |
| Bahnhof | 108,900 | Rückersdorf (Niederl)                          | Rückersdorf (Niederl)                          |
| Kreuzung geradeaus oben (Strecken außer Betrieb) | 111,65 | Lausitzer Grubenbahn                           | Lausitzer Grubenbahn                           |
| Bahnhof | 116,510 | Hohenleipisch                                  | Hohenleipisch                                  |
| Kreuzung geradeaus unten | | Roßlau (Elbe)–Węgliniec                        | Roßlau (Elbe)–Węgliniec                        |
| ehemaliger Haltepunkt / Haltestelle | 121,700 | Biehla                                         | Biehla                                         |
| Abzweig geradeaus und von rechts | | von Elsterwerda-Biehla                         | von Elsterwerda-Biehla                         |
| Abzweig geradeaus und von rechts | | Anschluss Elsterwerda-West – Terminal          | Anschluss Elsterwerda-West – Terminal          |
| Bahnhof | 122,750 | Elsterwerda                                    | 93 m                                           |
| Brücke über Wasserlauf | | Schwarze Elster                                | Schwarze Elster                                |
| Brücke über Wasserlauf | | Pulsnitz                                       | Pulsnitz                                       |
| Abzweig geradeaus und nach rechts | | nach Abzw Zeithain Bogendreieck                | nach Abzw Zeithain Bogendreieck                |
| Kilometer-Wechsel | 124,56350,360 | Streckenwechsel 6135 / 6248                    | Streckenwechsel 6135 / 6248                    |
| Haltepunkt / Haltestelle | 48,138 | Prösen Ost                                     | 93 m                                           |
| Grenze | | Landesgrenze Brandenburg–Sachsen               | Landesgrenze Brandenburg–Sachsen               |
| Bahnhof | 43,445 | Frauenhain                                     | 110 m                                          |
| ehemaliger Bahnhof | 39,530 | Zabeltitz                                      | 113 m                                          |
| Haltepunkt / Haltestelle | 39,40 | Zabeltitz                                      | 113 m                                          |
| Abzweig geradeaus und nach links | 34,190 | Verbindungsbahn nach Großenhain Cottb Bf       | Verbindungsbahn nach Großenhain Cottb Bf       |
| Dienststation / Betriebs- oder Güterbahnhof | 33,520 | Großenhain Berl Bf (bis 2002 Personenbf)       | 118 m                                          |
| Brücke über Wasserlauf | | Große Röder                                    | Große Röder                                    |
| Kreuzung geradeaus oben | 32,50 | Priestewitz–Großenhain Cottb Bf                | Priestewitz–Großenhain Cottb Bf                |
| Brücke über Wasserlauf | | Röderneugraben                                 | Röderneugraben                                 |
| Abzweig geradeaus und von rechts | 0 | Verbindungskurve von Abzw Leckwitz             | Verbindungskurve von Abzw Leckwitz             |
| Blockstelle | 27,908 | Abzw Kottewitz                                 | Abzw Kottewitz                                 |
| ehemaliger Bahnhof | 26,00 | Böhla                                          | 144 m                                          |
| Strecke von links · Abzweig ehemals geradeaus und nach rechts | 25,530 |                                                |                                                |
| | |                                                |                                                |
| Strecke · Tunnel (Strecke außer Betrieb) | 22,390 20,170 | Kockelsbergtunnel (geplant)                    | Kockelsbergtunnel (geplant)                    |
| | |                                                |                                                |
| Strecke nach links · Abzweig ehemals geradeaus und von rechts | 18,809 |                                                |                                                |
| Dienststation / Betriebs- oder Güterbahnhof | 17,480 | Weinböhla (bis 2002 Personenbf)                | 143 m                                          |
| ehemaliger Haltepunkt / Haltestelle | 13,310 | Neucoswig (bis 2002)                           | 123 m                                          |
| Blockstelle | 12,012 | Radebeul Abzw Az                               | Radebeul Abzw Az                               |
| Abzweig geradeaus und nach links | 11,946 | Verbindungsbahn nach Radebeul Nord             | Verbindungsbahn nach Radebeul Nord             |
| Kreuzung geradeaus oben | | Leipzig Hbf–Dresden-Neustadt                   | Leipzig Hbf–Dresden-Neustadt                   |
| Abzweig geradeaus und von rechts | | Verbindungsbahn von Coswig (b Dresden)         | Verbindungsbahn von Coswig (b Dresden)         |
| Blockstelle | 10,868 | Abzw Radebeul-Naundorf                         | Abzw Radebeul-Naundorf                         |
| Haltepunkt / Haltestelle | 10,717 | Radebeul-Naundorf                              | 111 m                                          |
| Brücke über Wasserlauf | | Elbebrücke Niederwartha (354 m)                | Elbebrücke Niederwartha (354 m)                |
| Haltepunkt / Haltestelle | 8,969 | Niederwartha                                   | 112 m                                          |
| Abzweig geradeaus und nach links | | Anst Pumpspeicherwerk Niederwartha             | Anst Pumpspeicherwerk Niederwartha             |
| Bahnhof | 6,785 | Cossebaude                                     | 110 m                                          |
| Haltepunkt / Haltestelle | 5,275 | Dresden-Stetzsch                               | 110 m                                          |
| Haltepunkt / Haltestelle | 3,890 | Dresden-Kemnitz                                | 108 m                                          |
| Bahnhof | 2,220 | Dresden-Cotta                                  | 116 m                                          |
| Abzweig geradeaus und von links | | von Dresden-Altstadt Elbufer                   | von Dresden-Altstadt Elbufer                   |
| Bahnhof | 0,260 | Dresden-Friedrichstadt                         | 114 m                                          |
| Kilometer-Wechsel | 0,000 | (ursprünglicher Streckenbeginn)                | (ursprünglicher Streckenbeginn)                |
| Abzweig geradeaus, nach links und von links | | von/nach Dresden-Neustadt                      | von/nach Dresden-Neustadt                      |
| Abzweig geradeaus, nach rechts und von rechts | | von/nach Werdau Bogendreieck                   | von/nach Werdau Bogendreieck                   |
| Strecke | | nach Dresden Hbf–Děčín                         | nach Dresden Hbf–Děčín                         |
| | |                                                |                                                |
| Quellen: | |                                                |                                                |

Die Bahnstrecke Berlin–Dresden ist eine zweigleisige, elektrifizierte Hauptbahn in Berlin, Brandenburg und Sachsen, die ursprünglich von der Berlin-Dresdener Eisenbahn-Gesellschaft erbaut und betrieben wurde.
Sie verläuft vom Berliner Stadtzentrum südlich durch den Teltow, die Niederlausitz und den Fläming nach Elsterwerda. Weiter südlich wird die Großenhainer Pflege durchquert und der nordwestliche Rand des Elbtalkessels erreicht. Von dort fällt die Strecke nach Weinböhla ab, verläuft auf der Coswiger Heidesand-Terrasse Richtung Niederwartha, wo nach der Elbüberquerung Dresden auf dem linken Elbufer in Friedrichstadt erreicht wird.
Die Strecke ist Teil der Transeuropäischen Verkehrsnetze.

## Geschichte

### Anfangszeit bis 1945
Bereits 1848 entstand die erste Bahnverbindung zwischen Berlin und Dresden, als die Berlin-Anhaltische Eisenbahn-Gesellschaft mit der Bahnstrecke Jüterbog–Röderau eine Verbindung zur Bahnstrecke Leipzig–Dresden herstellte.
Als Konkurrenz hierzu baute die 1872 gegründete Berlin-Dresdener Eisenbahn-Gesellschaft eine zwölf Kilometer kürzere Verbindung über Elsterwerda. Diese Strecke wurde am 17. Juni 1875 eröffnet. Beide Strecken teilten sich fortan bis zum Ende des Zweiten Weltkrieges den Fernverkehr zwischen Berlin und Dresden.
Am 1. Oktober 1877 ging die Betriebsführung auf der Strecke an die Preußischen Staatseisenbahnen über. Am 24. Januar 1887 wurde ein Staatsvertrag zwischen Sachsen und Preußen geschlossen, in dessen Folge die Strecke zum 1. April 1887 in das Eigentum Preußens überging, worauf sich die Eisenbahngesellschaft auflöste. Mit diesem Vertrag wurde zugleich festgelegt, dass der Streckenabschnitt Dresden–Elsterwerda zum 1. April 1888 an den sächsischen Staat weiterverkauft wird.

Empfangsgebäude des Berliner Bahnhofs in Dresden um 1875

An beiden Endpunkten waren zur Streckeneröffnung neue Bahnhöfe entstanden, der Dresdener Bahnhof in Berlin und der Berliner Bahnhof in Dresden. Beide Bahnhöfe wurden jedoch nur kurze Zeit genutzt. 1882 wurde der Dresdener Bahnhof in Berlin, der sich auf dem Gelände des heutigen U-Bahnhofs Gleisdreieck und des Postbahnhofs an der Luckenwalder Straße befand, für den Personenverkehr geschlossen. Als Berliner Ausgangspunkt diente ab diesem Zeitpunkt der etwas nördlicher gelegene Anhalter Bahnhof. Wenig später wurde auch der Berliner Bahnhof in Dresden im Zuge der Neugestaltung des Eisenbahnknotens Dresden aufgegeben. An seiner Stelle wurde der Bahnhof Dresden-Friedrichstadt errichtet, der seit 1894 dem Güter- und Regionalverkehr dient. Der Fernverkehr wurde seitdem ab Radebeul-Zitzschewig über die Bahnstrecke Leipzig–Dresden und Dresden-Neustadt nach Dresden Hauptbahnhof geführt. Dagegen nutzte der Güterverkehr aus und nach Leipzig fortan die Berlin-Dresdner Bahn von Radebeul-Naundorf zum Bahnhof Friedrichstadt.
Die preußische und die sächsische Eisenbahnverwaltung kooperierten beim Lokomotiveinsatz zunächst nicht. Zwar gab es bereits früh einen Wagendurchlauf zwischen Berlin und Dresden, die Zuglokomotiven wurden jedoch in Elsterwerda gewechselt. Dies war wirtschaftlich ungünstig und stand einer Verkürzung der Fahrzeit entgegen. Erst am 1. Mai 1905 führten die Bahnverwaltungen den Lokdurchlauf sowohl mit preußischen als auch mit sächsischen Lokomotiven ein.
Ab 1875 lief von Berlin bis Zossen das Streckengleis der Preußischen Militäreisenbahn parallel zur Dresdener Bahn. Zwischen 1901 und 1903 wurde dieses Gleis zwischen Marienfelde und Zossen verstärkt, damit die Studiengesellschaft für Elektrische Schnellbahnen Versuche mit Drehstrom-Schnellbahnwagen und -Lokomotiven durchführen konnte. Am 28. Oktober 1903 konnte dort die Rekordgeschwindigkeit von 210 km/h erreicht werden. 1904 folgten Schnellfahrversuche mit Dampflokomotiven auf dem ertüchtigten Militärbahngleis. Nach dem Ersten Weltkrieg wurde die Militärbahn als Truppenteil aufgelöst und der Betrieb auf dem Streckengleis der Militärbahn zwischen Berlin und Zossen eingestellt. In den 1920er Jahren wurde das Streckengleis in diesem Abschnitt abgebaut, die Bahnhofsanlagen der Militärbahn wurden von der Reichsbahn weiter genutzt.
Mit dem Bau des 1906 eröffneten Teltowkanals wurden südlich des S-Bahnhofs Mariendorf (heute Attilastraße) drei neue Brücken der Dresdener Bahn und der Militärbahn notwendig.
Am südlichen Ende des Rangierbahnhofs Tempelhof (in Höhe des Vorortverkehrsbahnhofs Priesterweg) wurden die Ferngleise und die Vorortgleise der Dresdener Bahn aus den Gleisen der Anhalter Bahn ausgefädelt. Für den Vorortverkehr gab es bis zum Bahnhof Mariendorf (später Attilastraße) ein eigenes Gleispaar, südlich dieses Bahnhofs wurden Fernverkehr und Vorortverkehr auf einer zweigleisigen Gemeinschaftsverkehrsstrecke geführt.
1936 wurde zwischen Berlin und Dresden eine Schnellverkehrsverbindung mit dem Henschel-Wegmann-Zug eingerichtet, der die Strecke in 100 Minuten bewältigte.
Der Berliner Vorortverkehr auf der Dresdener Bahn wurde erst 1939/1940 auf elektrischen Betrieb umgestellt. Am 15. Mai 1939 wurde der mit Stromschiene elektrifizierte Streckenabschnitt zwischen Priesterweg und Mahlow eröffnet, damit konnte der Dampfbetrieb vom Potsdamer Vorortbahnhof bis Mahlow durch die Triebwagen der Berliner S-Bahn abgelöst werden. Am 6. Oktober 1940 wurde der S-Bahn-Verkehr bis Rangsdorf ausgedehnt. Die S-Bahn nutzte südlich des Bahnhofs Mariendorf weiterhin die Gemeinschaftsverkehrsstrecke mit dem Fernreise- und dem Güterverkehr. Ende der 1930er Jahre begannen Arbeiten zum Neubau bzw. zur Hochlegung der Ferngleise, sie kamen durch den Beginn des Zweiten Weltkrieges nicht mehr zum Abschluss. Im April 1945 wurde der S-Bahn-Verkehr infolge der Kriegshandlungen eingestellt.

### Wiederinbetriebnahme ab 1945
Nach Kriegsende 1945 wies die Bahnstrecke schwere Schäden auf. Das zweite Gleis der Strecke wurde als Reparationsleistung abgebaut.
Die Brücken über den Teltowkanal in Berlin waren durch Sprengung in den letzten Kriegstagen zerstört worden. Von diesen Brücken wurden nur zwei Überbauten wieder instand gesetzt. Abschnittsweise wurde der Verkehr zwischen August und Oktober 1945 wieder aufgenommen. Zwischen den S-Bahnhöfen Mariendorf und Marienfelde wurden der S-Bahn-Verkehr sowie der verbliebene Personen- und Güterverkehr fortan auf einem zweigleisigen Gemeinschaftsverkehrsabschnitt gebündelt. Zwischen Rangsdorf und Wünsdorf verkehrten dampfbetriebene Vorortzüge als Anschluss zur S-Bahn.
Die Teilung Deutschlands und Berlins hatte auch Auswirkungen auf den Verkehr auf der Bahnstrecke Berlin–Dresden.
Im Jahr 1951 wurde die Strecke über eine Verbindungskurve in östlicher Richtung mit dem neu errichteten Berliner Außenring verknüpft. Die Fernzüge aus Dresden wurden darüber um West-Berlin herum geleitet. Die Kopfbahnhöfe auf West-Berliner Gebiet wurden geschlossen, so auch am 18. Mai 1952 der Anhalter Bahnhof. Seitdem verkehrten auch die Regionalzüge über den Berliner Außenring zu Bahnhöfen in Ost-Berlin wie Schöneweide, Lichtenberg oder Ostbahnhof. Nur die S-Bahn fuhr ab Rangsdorf noch über die Grenze. Auf West-Berliner Gebiet verblieb noch Güterverkehr aus Richtung Norden zum Bahnhof Marienfelde (so für das Gasag-Gaswerk Mariendorf und das Werk Marienfelde von Daimler-Benz). Die verbliebenen Ferngleise südlich des Bahnhofs Marienfelde wurden teilweise abgebaut bzw. in den folgenden Jahrzehnten durch Spontanvegetation überwuchert.

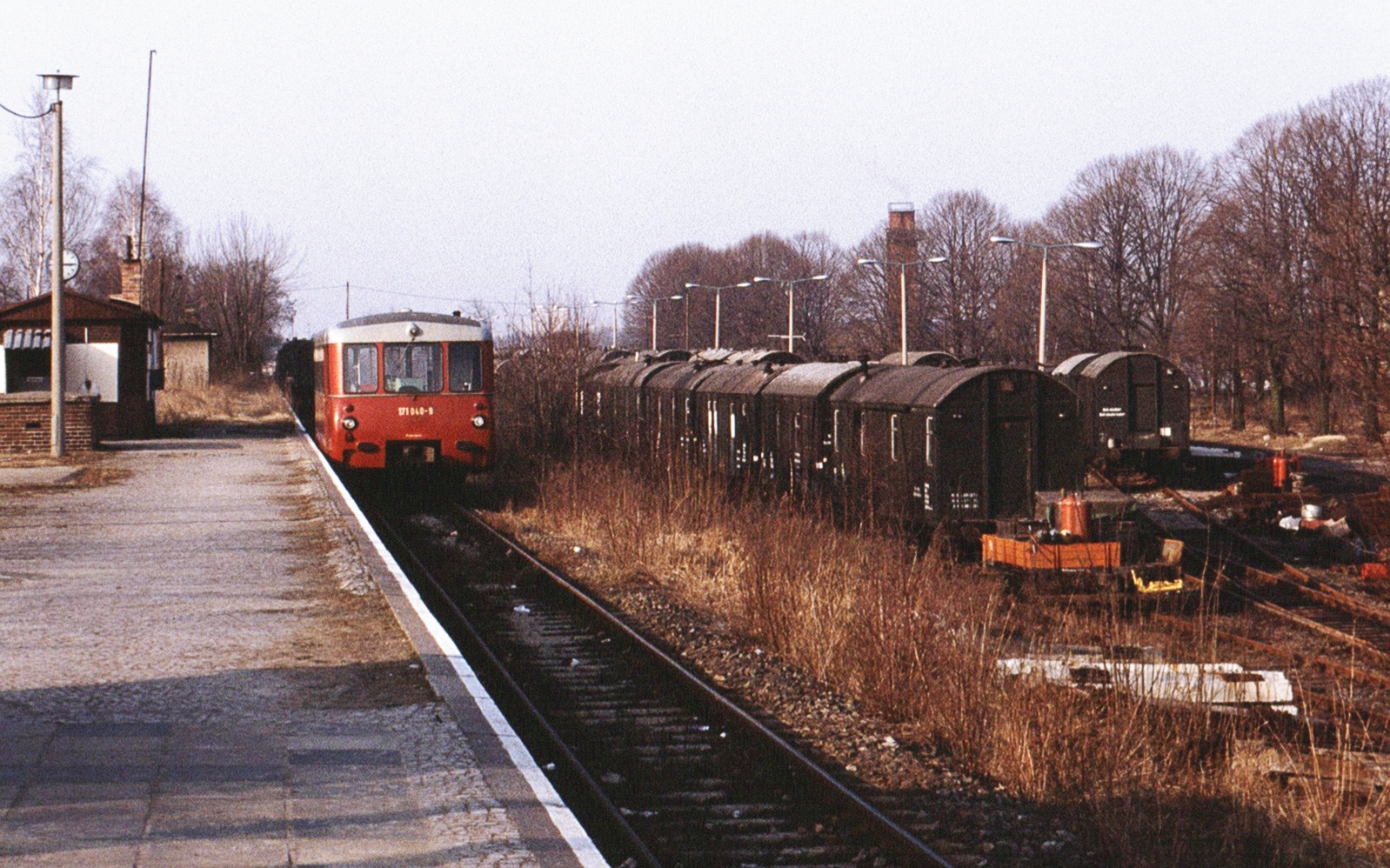
Leichttriebwagen im Bahnhof Mahlow, 1991

Mit dem Mauerbau am 13. August 1961 wurde der S-Bahn-Betrieb zwischen Lichtenrade und Mahlow eingestellt. Zwischen Mahlow und Rangsdorf gab es zunächst einen S-Bahn-Inselverkehr, der wegen fehlender Reparatur- und Unterstellmöglichkeiten zum 9. Oktober 1961 eingestellt wurde. Vorortzüge aus Wünsdorf verkehrten zum Bahnhof Berlin-Schönefeld Flughafen. Dort bestand ab 1962 S-Bahn-Anschluss nach Berlin. Ab dem 26. Mai 1963 wurde der zwischen Außenring und Grenze gelegene Bahnhof Mahlow durch einen Pendelzug mit Blankenfelde verbunden. Die Zugbildung aus einem Steuerwagen der Baureihe 195 und einer blauen Rangierlokomotive der Reihe V 15 gab der Verbindung den Spitznamen Blauer Bock, der auch beibehalten wurde, nachdem ab 1980 Schienenbusse fuhren.

### Internationaler Verkehr seit den 1960er Jahren
Die geringe Durchlässigkeit der eingleisigen Strecke und der schlechte Zustand des Oberbaus führten lange Zeit zu Betriebsproblemen. Die hohe Belegung der Strecke durch den Güterverkehr ließ nur eine geringe Dichte und Geschwindigkeit der Schnellzugverbindungen zu. Eine Verbesserung trat erst 1972 ein, als die Strecke wieder durchgängig ihr zweites Gleis erhalten hatte. Als einzige Strecke im Netz der Deutschen Reichsbahn war sie für eine Streckengeschwindigkeit von 160 km/h ausgebaut worden. Die Bahnhöfe von Baruth bis Brenitz-Sonnewalde wurden als Überholbahnhöfe umgebaut (Verlegung der Bahnsteige an die Überholungsgleise, doppelte Gleisverbindung an jedem Bahnhofskopf). Aus verschiedenen Gründen wurde weiterhin nur 120 km/h gefahren.
Der Abschnitt von Dresden-Friedrichstadt nach Radebeul-Naundorf wurde zum 28. September 1969 elektrifiziert. Die anschließende Strecke bis zum Berliner Außenring einschließlich der beiden Verbindungen auf den Ring folgte in mehreren Abschnitten von 1979 bis 1983. Wenige Jahre nach der Übernahme des West-Berliner S-Bahn-Streckennetzes durch die Berliner Verkehrsbetriebe (West) begann 1988 zwischen Marienfelde und Lichtenrade der Wiederaufbau des fehlenden zweiten Gleises, das am 29. Juli 1990 in Betrieb ging.

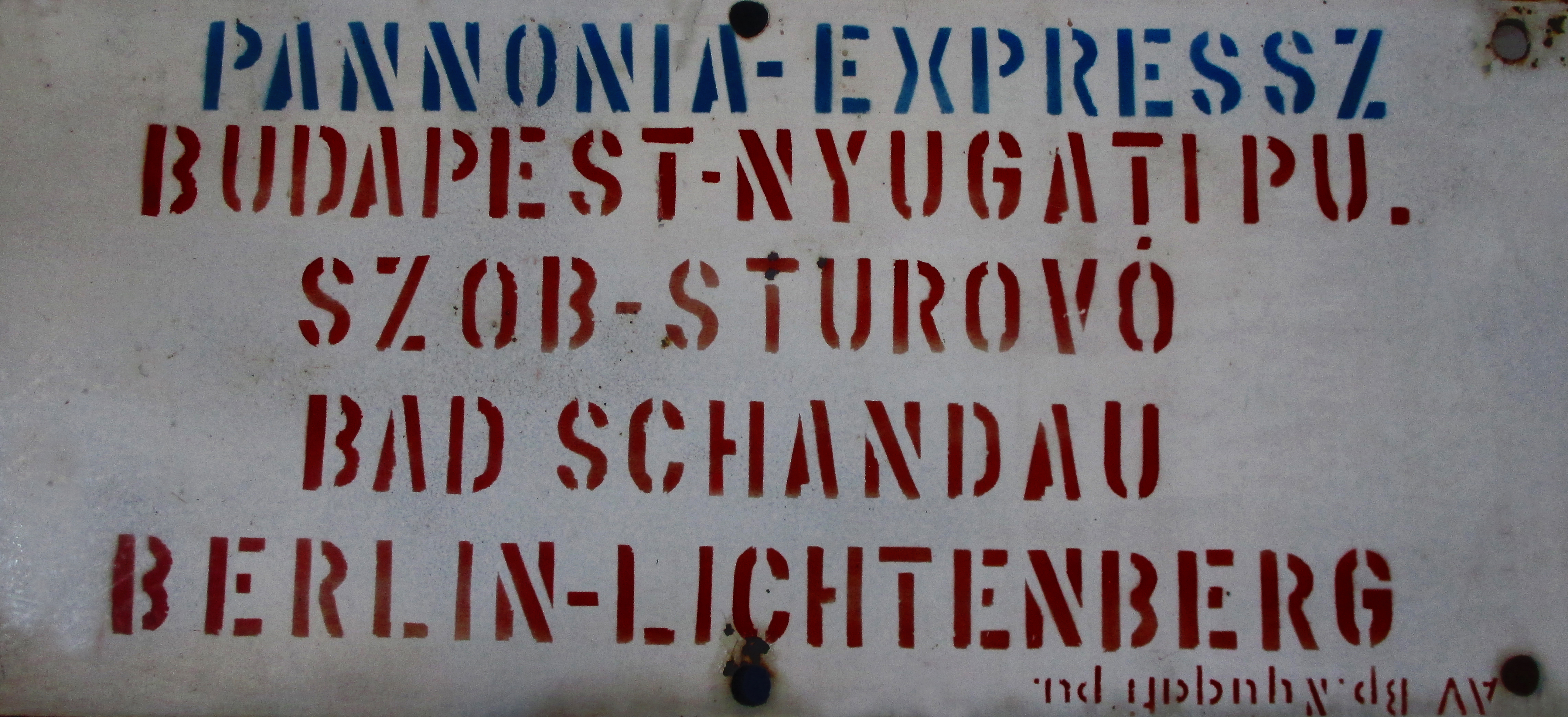
Zuglaufschild Pannonia-Express Budapest – Bad Schandau – Berlin-Lichtenberg

Die Strecke hatte einen dichten Schnellzugverkehr in Richtung Tschechoslowakei, Ungarn, Rumänien, Bulgarien und Österreich sowie im Binnenverkehr der DDR. Zu den Starzügen gehörte ab 1957 der Schnellzug Vindobona von Berlin nach Wien sowie seit 1960 der Hungaria-Express zwischen Berlin und Budapest. Weitere wichtige Fernzüge waren der Balt-Orient-Express nach Bukarest, der Pannonia-Express nach Sofia und der Meridian nach Belgrad, der zeitweise bis nach Bar an der Adria fuhr. Ab 1976 verbanden die Städteexpress-Züge „Elbflorenz“ Berlin mit Dresden und „Fichtelberg“ Berlin mit Karl-Marx-Stadt (heute: Chemnitz) auf dieser Strecke. Sie verkehrten morgens nach Berlin und nachmittags in der Gegenrichtung. Später kam das Zugpaar „Berlin-Express“ hinzu, das morgens nach Dresden und nachmittags nach Berlin fuhr.
Im Nahverkehr verkehrten etwa stündlich Züge zwischen dem Bahnhof Schönefeld (bei Berlin) und Wünsdorf, einige auch weiter bis Baruth. Auf den anderen Abschnitten war die Bedeutung im Nahverkehr gering. Zwischen Baruth und Elsterwerda fuhren viele Jahre nur vier Personenzüge am Tag. Südlich von Elsterwerda im Einzugsgebiet von Dresden war das Angebot etwas besser.
Im Güterverkehr wurde die Strecke ebenfalls stark genutzt. Im Nord-Süd-Verkehr war der Rangierbahnhof Dresden-Friedrichstadt ein bedeutendes Drehkreuz. Es gab einen umfangreichen Verkehr zwischen Skandinavien sowie den Ostseehäfen und den Binnenländern Richtung Südeuropa. Zusätzlich wurden zwischen Elsterwerda und Dresden schwere Ganzzüge mit Rohbraunkohle in Doppeltraktion befördert. In den 1980er Jahren wurden so bis zu 140 Zugfahrten im Bereich Weinböhla erreicht.

### Entwicklung in den 1990er Jahren
Nach dem Fall der Mauer wurde auch die Lücke zwischen Lichtenrade und Mahlow für die S-Bahn geschlossen und der Verkehr bis Blankenfelde am 31. August 1992 eingleisig wieder aufgenommen. Von 1993 bis 2005 fuhren auf dem S-Bahn-Gleis zum Teil mehrmals täglich Güterzüge mit Müllcontainern von der Umladestation Berlin-Gradestraße zur Deponie Schöneicher Plan bei Zossen.
Am 17. Mai 1991 beauftragte die Deutsche Reichsbahn die Reichsbahndirektionen Berlin und Dresden, die Strecke kurzfristig für eine Höchstgeschwindigkeit von 160 km/h zu ertüchtigen. Am 15. Juli 1991 beschloss der Vorstand der Deutschen Reichsbahn die entsprechenden Maßnahmen. Für die Realisierung stand weniger als ein Jahr zur Verfügung. Die geplanten Kosten lagen bei 145 Millionen D-Mark. Teilweise sollten auch Vorbereitungen für eine Höchstgeschwindigkeit von 200 km/h getroffen werden. Im November 1991 wurde der zu Siemens gehörenden WSSB Verkehrstechnik GmbH der Auftrag für die Umrüstung der Leit- und Sicherungstechnik erteilt. Von Januar bis Mai 1992 wurden umfangreiche Nachrüstungs- und Erneuerungsarbeiten an der Strecke durchgeführt. Dabei wurden auch eine punktförmige Zugbeeinflussung installiert, Einschaltstrecken verändert und die Oberleitungsanlage geringfügig angepasst. Der Oberbau wurde dabei nicht verändert. Die Höchstgeschwindigkeit wurde zum Fahrplanwechsel im Mai 1992 abschnittsweise auf 160 km/h angehoben. Damit einhergehend wurden Weichen mit größeren Radien eingebaut, Signalabstände vergrößert und 100 neue Weichenantriebe eingebaut. Der Streckenblock wurde durchgehend automatisiert. Damit verringerten sich die Reisezeiten im Fernverkehr um 35 Minuten, auf unter zwei Stunden. Erstmals seit mehreren Jahrzehnten wurde auf der Strecke damit mehr als 120 km/h gefahren. Die planmäßige Fahrzeit im Fernverkehr zwischen Berlin Ostbahnhof und Dresden Hauptbahnhof lag dabei bei einer Stunde und 59 Minuten. Wie der historische Henschel-Wegmann-Zug fuhr man dabei über Radebeul und Dresden-Neustadt auf der Leipzig-Dresdener Strecke nach Dresden Hbf. Die Deutsche Reichsbahn hatte für den Schnellverkehr Lokomotiven der Baureihe 112 beschafft.
Im Jahr 1992 wurde der Zwei-Stunden-Takt der IC-Linie 7 (Dresden–Prag) mit einer Durchbindung nach Hamburg eingeführt. Ab dem 25. September 1994 verkehrte dabei täglich ein ICE-Zugpaar über die Strecke. Der ICE verkehrte abends vom Bahnhof Berlin Zoologischer Garten zum Hauptbahnhof Dresden und morgens in umgekehrter Richtung. Ab 1998 verkehrte der ICE über Berlin Ostbahnhof, bevor die ICE-Verbindung am 27. Mai 2000 eingestellt wurde.
Die verkehrenden Schnellzüge auf der Strecke wurden 1992 noch von der Deutschen Reichsbahn in Interregios von Rostock nach Chemnitz auf dem Abschnitt Berlin bis Elsterwerda umgewandelt. Alle durchgehenden Bahnverbindungen mit Unterwegshalten nach Dresden wurden gestrichen und durch Regionalbahnen mit Umstiegsmöglichkeit in Elsterwerda ersetzt. Die Verbindungen ohne Zwischenhalte auf der Strecke, z. B. die des Vindobona, wurden zu InterCitys von Hamburg nach Dresden und EuroCitys von Hamburg, Berlin bis Budapest, Prag, Wien umgestuft und mit Wagen der ČD, DB, MÁV und ÖBB eingesetzt.
Am 20. November 1997 kam es im Bahnhof Elsterwerda zum Eisenbahnunfall von Elsterwerda. Infolge Bremsversagen entgleiste ein mit Kraftstoff beladener Kesselwagenganzzug aufgrund zu hoher Geschwindigkeit. Zwei Wagen explodierten und fünfzehn weitere brannten aus. Zwei Menschen starben, acht wurden verletzt.

### Situation von 2000 bis 2020
Mit Beginn des neuen Jahrtausends hatte sich der Zustand der Strecke durch zu geringe Instandhaltungsmaßnahmen in den 1990er Jahren zusehends verschlechtert. Der Regionalverkehr wurde 2002 zwischen Großenhain (Berliner Bahnhof) und Radebeul-Naundorf auf die Bahnstrecken Großenhain–Priestewitz und Leipzig–Dresden verlegt. Ab Coswig erfolgte die Verlegung des Regionalverkehrs von der Leipziger Strecke über Dresden-Neustadt auf die längere ursprüngliche Berliner Strecke über Cossebaude. Dies war Teil der „Entmischung“, weil auf dem Abschnitt Großenhain–Dresden bzw. Medessen–Dresden Regionalzüge über die Bahnstrecken Großenhain–Priestewitz und Leipzig–Dresden (östliche Strecke), Schnellzüge über die Bahnstrecken Medessen–Böhla und Berlin–Dresden (westliche Strecke) verkehren sollten.
Am 28. Mai 2006 wurde mit dem letzten verkehrenden Interregio Deutschlands von Berlin über Elsterwerda und Riesa nach Chemnitz (IR-Linie 34) diese Zuggattung abgeschafft und durch Regional-Express und Regionalbahn, z. B. RE 5, seit 2006 RE 3 Stralsund–Elsterwerda und RB 45 Elsterwerda–Riesa–Chemnitz, ersetzt. Zuletzt verkehrten täglich noch drei Zugpaare von Berlin nach Chemnitz.
Im Jahr 2007 wies die Strecke eine Kapazität von 144 Zügen pro Tag und Richtung auf. Von 2006 bis Ende des Jahres 2010 fuhren alle Fernverkehrszüge ohne Zwischenhalt von Berlin nach Dresden. Ab 2010 wurden wieder vereinzelte EC-Halte in Elsterwerda eingeführt, die sich aber wegen schlechter Anschlusszeiten für Reisende zu Zwischenstationen zeitlich nicht lohnten.
Im Jahre 2012 benötigten die Regionalzüge von Elsterwerda nach Dresden Hbf 61 Minuten, die Eurocity 37 Minuten, Regionalexpresszüge verkehrten nicht. In Richtung Norden benötigten die RE von Elsterwerda nach Berlin Hbf 127 Minuten, die Eurocity 89 Minuten. Es gab 2012 politische Forderungen, neben dem Halt einiger ECs in Elsterwerda vor allem wegen des langsamen Streckenausbaus auch vereinzelte Züge in Doberlug-Kirchhain halten zu lassen. Einzelne REs hätten so statt über Elsterwerda über die Verbindungskurve Doberlug-Kirchhain Nord bis Finsterwalde fahren können.
Im Jahr 2013 wurde nach Angaben der Deutschen Bahn ein Marktvolumen von rund 6700 Fahrten je Tag über alle Verkehrsträger zwischen den Ballungsräumen von Dresden und Berlin geschätzt.
Im August 2016 wurde die Strecke zwischen Wünsdorf-Waldstadt und Elsterwerda komplett gesperrt, um sie durch Beseitigungen von Bahnübergängen und Neubau der Gleisanlagen für 200 km/h auszubauen.
Seit 2019 verkehrt neben den Eurocitys der tschechischen Bahn alle zwei Stunden ein Intercity von Rostock über Berlin nach Dresden. Dieser bindet mit fahrplanmäßigen Halten in Doberlug-Kirchhain und Elsterwerda wieder das Elbe-Elster-Land und Teile der Niederlausitz mit kurzen Fahrzeiten an die beiden Großstädte an. Die hierfür eingesetzten Doppelstock-Triebzüge verkehren mit 160 km/h und halten auch am Flughafen Berlin Brandenburg. Zukünftig ist geplant, diese Verbindung mit neuer Sicherungstechnik auf 200 km/h zu beschleunigen.

### Entwicklung der Reisezeit

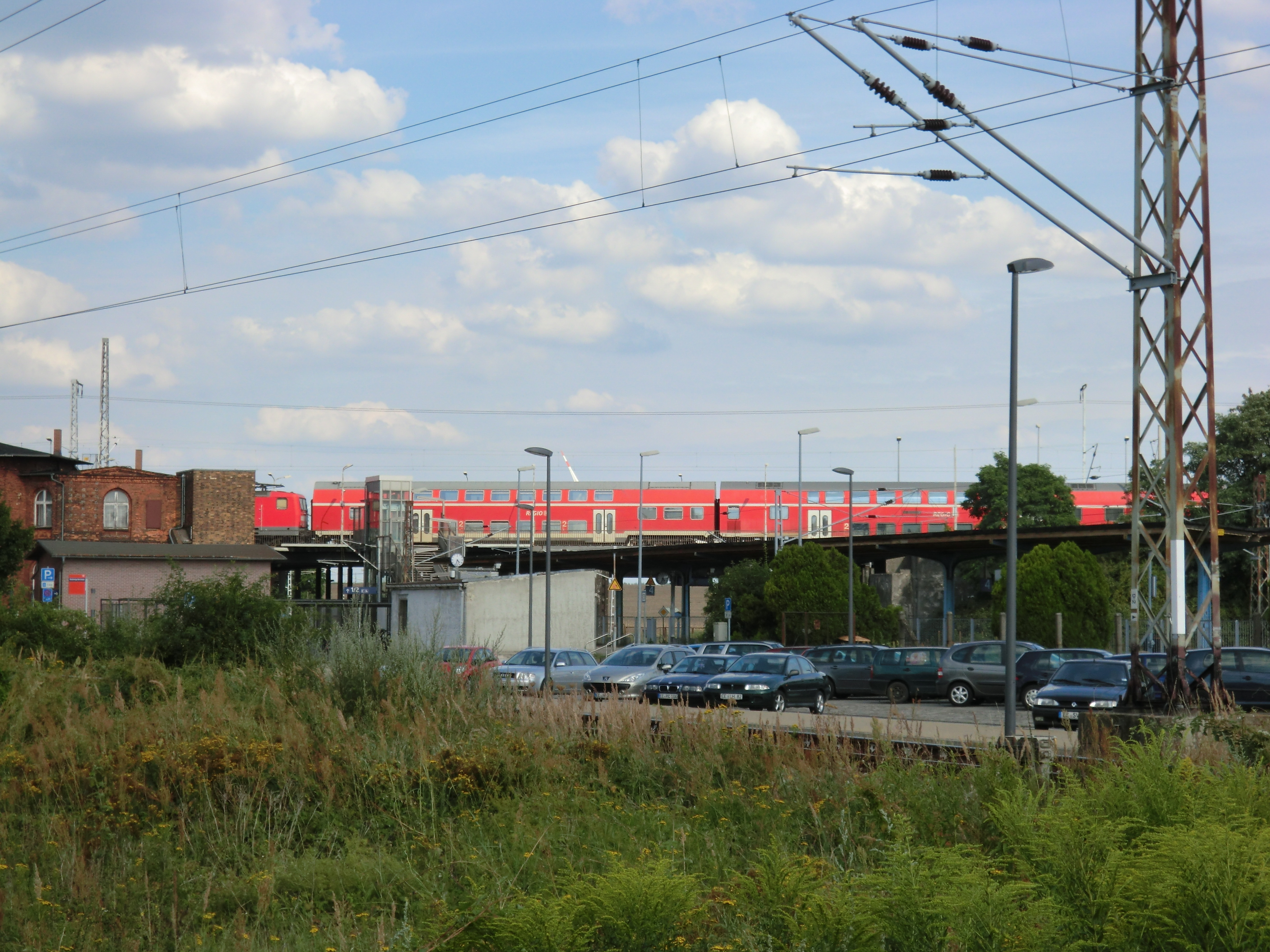
Regionalexpress Stralsund – Elsterwerda im Bahnhof Doberlug-Kirchhain

Die Fahrtzeit des Henschel-Wegmann-Zuges 1936–1939 (im kürzesten Fall 100 Minuten) wurde bisher nicht wieder erreicht, allerdings lag der Anhalter Bahnhof in Berlin rund zwei Kilometer südlich des heutigen Hauptbahnhofs und damit etwas näher an Dresden. Für den Teilabschnitt Berlin-Südkreuz bis Dresden-Neustadt gab es bis 2019 planmäßige Reisezeiten von knapp unter 100 Minuten.
Während der Streckenzustand ab 1992 Fahrzeiten von unter zwei Stunden ermöglichte, dauerte später bis Mitte der 2010er Jahre eine Fahrt von Dresden nach Berlin wieder länger. Es bestanden zahlreiche Langsamfahrstellen. Im Mai 2008 waren nur noch rund 45 % des vom Fernverkehr genutzten Abschnitts Blankenfelde–Neucoswig mit 160 km/h befahrbar. Etwa ein Viertel des Brandenburger Teilstücks, zwischen Blankenfelde und Elsterwerda, konnte Ende 2011 nicht einmal mit der für den Regionalverkehr vorgesehenen Geschwindigkeit von 120 km/h befahren werden.
Die folgende Tabelle gibt einen Überblick über die Entwicklung der planmäßigen Reisezeit im Fernverkehr (jeweils schnellste Verbindung):
| Jahr      | Berlin – Dresden Hbf (in min) | Dresden Hbf – Berlin (in min) | Berliner Bahnhof |
| --------- | ----------------------------- | ----------------------------- | ---------------- |
| 1905      | 170                           | 165                           | Anhalter Bahnhof |
| 1937/1938 | 101                           | 100                           | Anhalter Bahnhof |
| 1939      | 116                           | 109                           | Anhalter Bahnhof |
| 1960      | 152                           | 168                           | Ostbahnhof       |
| 1976      | 114                           | 115                           | Ostbahnhof       |
| 1988      | 161                           | 145                           | Lichtenberg      |
| 1994      | 108                           | 110                           | Ostbahnhof       |
| 2005      | 131                           | 135                           | Ostbahnhof       |
| 2009      | 138                           | 136                           | Hauptbahnhof     |
| 2011      | 118                           | 130                           | Hauptbahnhof     |
| 2012      | 127                           | 129                           | Hauptbahnhof     |
| 2013      | 126                           | 130                           | Hauptbahnhof     |
| 2014      | 124                           | 131                           | Hauptbahnhof     |
| 2015      | 123                           | 128                           | Hauptbahnhof     |
| 2016      | 118                           | 124                           | Hauptbahnhof     |
| 2017      | 112                           | 122                           | Hauptbahnhof     |
| 2018      | 108                           | 106                           | Hauptbahnhof     |
| 2019      | 128                           | 115                           | Hauptbahnhof     |
| 2020      | 110                           | 107                           | Hauptbahnhof     |
| 2021      | 110                           | 107                           | Hauptbahnhof     |
| 2022      | 111                           | 107                           | Hauptbahnhof     |
| 2023      | 126                           | 124                           | Hauptbahnhof     |
| 2024      | 110                           | 109                           | Hauptbahnhof     |

Je nach Jahresfahrplan sind bis zu 20 Minuten Fahrplanreserve eingearbeitet. Mit der Fertigstellung weiterer Ausbaustufen sollte die kürzeste Reisezeit im Dezember 2020 auf 102 Minuten sinken. Weitere Ausbaustufen sind in Planung (siehe unten). Langfristig wird eine Fahrzeit von 90 Minuten angestrebt. Aktuell (Fahrplanjahr 2024) gibt es tagsüber im annähernden Stundentakt Direktverbindungen zwischen den beiden Großstädten mit rund zwei Stunden Reisezeit.
Für Reisen zwischen Berlin und Prag entfällt durch den Einsatz von Mehrsystemlokomotiven seit Mitte 2018 der bis dahin in Dresden notwendige Lokomotivwechsel und die Aufenthaltszeit am Dresdner Hauptbahnhof konnte damit um 10 Minuten verkürzt werden.

## Planungen und Finanzierung nach 1990

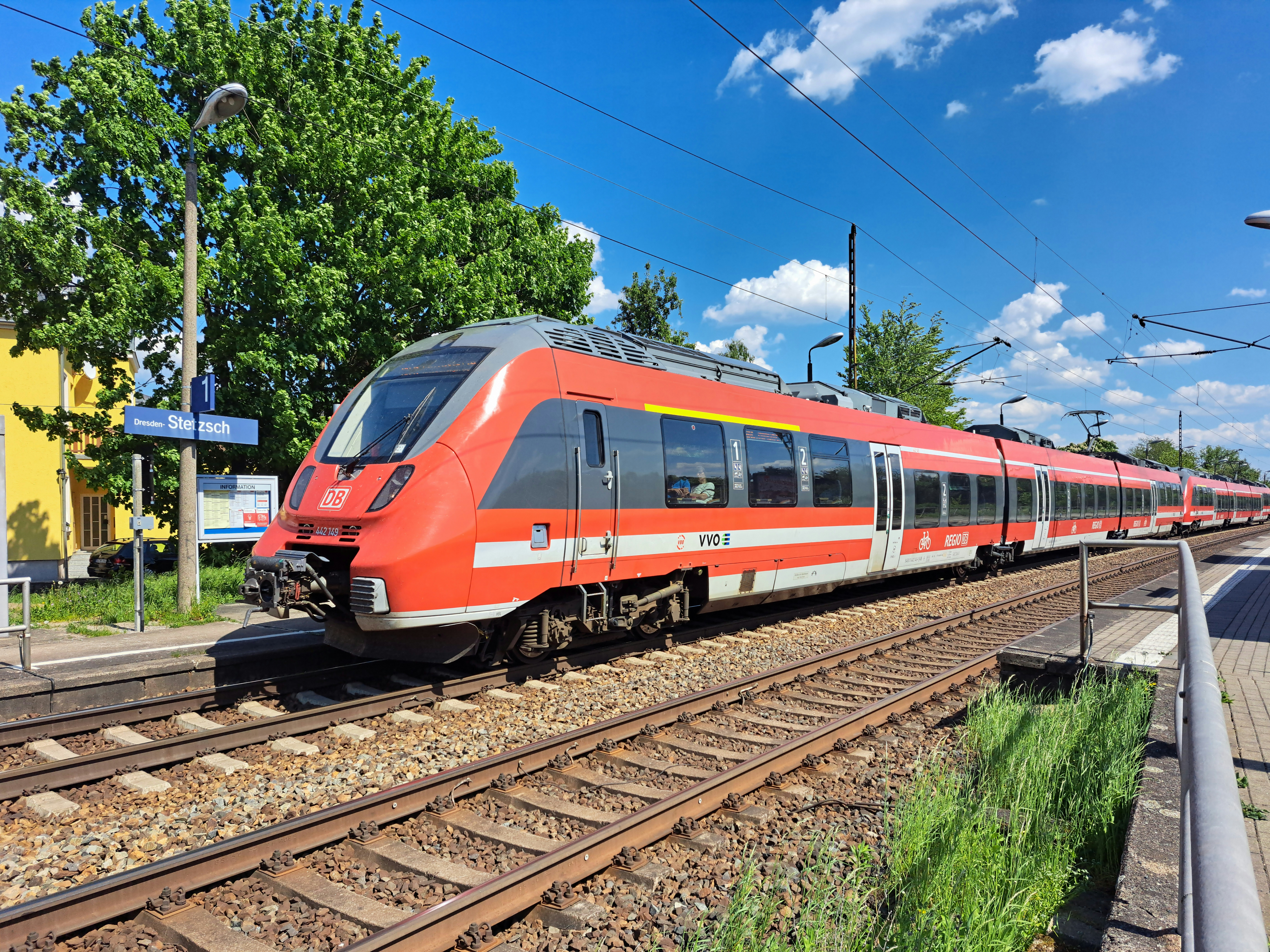
Haltepunkt Dresden-Stetzsch, Triebzug der Reihe 442 nach Großenhain

Im Auftrag des Freistaats Sachsen entwickelte das Institut für Eisenbahnbau der TU Dresden im 2. Halbjahr 1990 Konzepte für verschiedene Neubaustrecken in den neuen Bundesländern. Zwischen Berlin und Dresden war dabei weitgehend eine Neubaustrecke vorgesehen. Diese sollte bis nördlich von Großenhain weitgehend der Bestandsstrecke folgen und in südwestlicher Richtung bis westlich von Cossebaude verlaufen, um dort in eine ebenfalls vorgesehene Hochgeschwindigkeitsstrecke Leipzig–Dresden einzubinden. Ab Dresden war eine Weiterführung Richtung Prag vorgesehen.
1991 wurden die Überlegungen weiterentwickelt. Während die Planung für den Ausbau der Bestandsstrecke für 200 km/h bereits lief, empfahl die Universität weiterhin eine Neubaustrecke.
Der Streckenausbau für höhere Geschwindigkeiten (als die bereits weitgehend erreichten 160 km/h) wurde im Bundesverkehrswegeplan 1992 als neues Vorhaben mit geplanten Gesamtkosten von 395 Millionen D-Mark geführt (Preisstand: 1. Januar 1991).
Nachfolgend waren bis 1996 Vorplanungen für einen Ausbau der Strecke für 200 km/h auf 148 km Länge entwickelt worden. Uckro, Elsterwerda und Böhla sollten umfahren, der Bahnhof von Doberlug-Kirchhain umgebaut werden. Die Kosten dafür wurden auf 2,295 Milliarden Mark (Stand: 1. Januar 1993) geschätzt.
Gegen Ende dieser Planungen wurde bereits am 7. Juni 1995 eine zwischenstaatliche Vereinbarung zur Weiterentwicklung der Eisenbahnverbindung Berlin–Prag–Wien geschlossen. Diese ging bereits von einem generellen Ausbau der Strecke auf 200 km/h aus. Die Fahrzeit im Abschnitt Berlin–Prag sollte langfristig auf drei Stunden gesenkt werden, wobei auch die Fertigstellung einer Schnellfahrstrecke Dresden–Prag vorausgesetzt wäre. Ein Fertigstellungstermin wurde dabei jedoch nicht vereinbart.
Am 5. Juni 1997 trafen die Verkehrsminister Deutschlands, Tschechiens und Österreichs eine Regierungsvereinbarung zum Ausbau der Achse Berlin–Prag–Wien.
Im Oktober 1997 wurde die Planungsgesellschaft Bahnbau Deutsche Einheit mit der Planung und Realisierung des Ausbauvorhabens beauftragt. Für 1,6 Milliarden D-Mark sollten 125 km Bahnstrecke bis zum Jahr 2008 für eine Höchstgeschwindigkeit von 200 km/h ertüchtigt werden. Vorgesehen waren dabei der Neubau von 45 Eisenbahn- und 15 Straßenbrücken, 99 Durchlässen, 435 km Oberleitung und zwölf elektronischen Stellwerken. Die Reisezeit zwischen den Hauptbahnhöfen von Berlin und Dresden sollte von 111 min (1997) auf 59 min sinken.
Im Jahr 1998 beschloss man sofort beginnende Ausbauarbeiten, die den Charakter von Instandsetzungsarbeiten hatten und abschnittsweise ohne Reisezeitveränderung bis zum Jahr 2002 abgeschlossen werden sollten. Ein Ausbau für 200 km/h sollte erst danach ab 2003 erfolgen.
Die Europäische Kommission gewährte 2007 im Rahmen des TEN-Programms einen Zuschuss von 10 Millionen Euro.
Am 11. Dezember 2008 wurde eine Finanzierungsvereinbarung für die durchgehende Ertüchtigung für 160 km/h als Fortführung der ersten Ausbaustufe unterzeichnet. Diese sollte bis 2014 fertiggestellt werden und die Reisezeit nach Abschluss der Arbeiten auf rund 103 min sinken.
Aus den Mitteln des Konjunkturpaketes I wurden ab 2009 folgende Mittel bereitgestellt:
- Gleiserneuerung bei Doberlug-Kirchhain: 2 Millionen Euro
- Gleiserneuerung bei Brenitz-Sonnewalde: 10 Millionen Euro
- Kompletterneuerung von Oberbau, teilweise Unterbau mit Neubau aller Brücken sowie Entfernung des Bahnüberganges zwischen Weinböhla und Radebeul West (Bestandteil des VDE 9): 34 Millionen Euro

Im Jahr 2010 wurden erneute Planungen notwendig, um die bereitstehenden Gelder abzurufen und die genehmigten Bauarbeiten auszuführen. Bei einer Nutzen-Kosten-Untersuchung im April 2010 wurde ein Nutzen-Kosten-Faktor von 2,9 für das Ausbauprojekt ermittelt.
Das Bundesverkehrsministerium rechnete Mitte 2010 für den Streckenausbau mit Gesamtinvestitionskosten in Höhe von 802 Millionen Euro. Die Kosten gliedern sich wie folgt auf die verschiedenen Realisierungs- beziehungsweise Ausbaustufen:
- 1. Ausbaustufe, 1. Realisierungsstufe: 148 Millionen Euro[33]
- 1. Ausbaustufe, 2. Realisierungsstufe: 224 Millionen Euro.[33][38]
- 1. Ausbaustufe, weitere Realisierungsstufe(n): 213 Millionen Euro[38]
- 2. Ausbaustufe: 217 Millionen Euro[38]

Für die letzten beiden Punkte fehlte 2010 noch eine Finanzierungsvereinbarung.
Im Jahr 2014 wurde eine EU-Förderung von 30 Millionen Euro aus dem Fonds für regionale Entwicklung (EFRE) für die überregionale Funktion des Projektes gewonnen.
Zur Umsetzung der komplexen Aufgaben zur Realisierung des Gesamtprojektes wurde seitens DB Netz ein Projekt aufgesetzt, welches regelmäßig über die Aktivitäten informiert. Dazu wurden die Arbeiten nach den drei wesentlichen Streckenabschnitten
- Stadtgebiet Berlin bis Berliner Außenring,
- Berliner Außenring bis Böhla,
- Böhla bis Dresden Stadtzentrum

untergliedert.
Die vorgesehenen Arbeiten im Berliner Stadtgebiet waren juristisch schwierig, da die vorgesehene Nutzung der ehemaligen Dresdner Bahn lokal strittig war. Die Planungen wurden erst 2019 vollständig genehmigt.
Der Abschnitt Berliner Außenring bis Böhla führt durch überwiegend ländliche Gebiete. Der Ausbau als Schnellbahn führt in diesem strukturschwachen Gebiet zu wenig eigenem ökonomischen Nutzen. Nach verschiedenen Einzelprojekten seitens der Deutschen Bahn sah man sich auf Landes- und Bundesebene veranlasst, über Sonderförderungen der kommunalen Eigenanteile den Stillstand zu überwinden. Damit wurde die komplexe und grundlegende Rekonstruktion zwischen 2016 und 2018 möglich. Aufgrund von Bereitstellungsproblemen des notwendigen Zugbeeinflussungssystems ETCS sollte die Höchstgeschwindigkeit von 200 km/h erst ab Ende 2020 erreicht werden können. Als Ursache wird ein 2015 von der EU-Kommission verfügter Versionswechsel auf die Version SRS 3.4.0 der ETCS-Spezifikation angegeben. Nunmehr sollte der Bau von elektronischen Stellwerken und die ETCS-Ausrüstung nicht parallel, sondern nacheinander erfolgen. Bis Ende 2025 soll der Abschnitt zwischen Berlin Südkreuz und Blankenfelde mit ETCS ausgerüstet werden, bis voraussichtlich 2028 alle Restabschnitte zwischen Blankenfelde und Abzweig Kottewitz. Offen ist die ETCS-Ausrüstung zwischen Kottewitz und Dresden Hauptbahnhof.
Der Abschnitt Böhla–Neucoswig vor Dresden ist Teil des Verkehrsprojekts Deutsche Einheit (VDE) Nr. 9 zum Ausbau der Relation Leipzig–Dresden und wird auch bezüglich der Kosten darin bilanziert. Die Verbindungskurve Weißig–Böhla verknüpft die Bahnstrecke Leipzig–Dresden in Böhla mit der Bahnstrecke Berlin–Dresden. Damit kann dieser Abschnitt auch vom schnellen Fern- und Güterverkehr aus und in Richtung Leipzig genutzt werden. Der frühere Regionalverkehr zwischen Großenhain und Radebeul über Weinböhla wird seit 2002 über Priestewitz und Coswig geleitet und so vom schnellen Fernverkehr getrennt. Der historisch zur Berlin-Dresdner Eisenbahn gehörende Streckenteil Dresden-Friedrichstadt–Radebeul-Naundorf ist kein Bestandteil der gegenwärtigen Ausbauvorhaben, da er überwiegend durch den Güterverkehr genutzt wird. Dafür wurde gemeinsam mit dem Projekt VDE 9 im Zusammenhang mit dem Ausbau des Eisenbahnknotens Dresden die Strecke Radebeul–Dresden-Neustadt auf den bereits vor 1945 bestehenden viergleisigen Zustand plus 160 km/h Höchstgeschwindigkeit für die Fernbahngleise gebracht.
Für diese Strecken- und Projektabschnitte wurden jeweils einzeln die Maßnahmen festgelegt, die als Ausbaustufe 1 eine Streckenhöchstgeschwindigkeit von 160 km/h herstellen und als Ausbaustufe 2 von 200 km/h.
Nach Abschluss aller Baumaßnahmen der Ausbaustufe 1, einschließlich der Reaktivierung des Streckenabschnitts in Berlin, sollte die Fahrzeit zwischen Berlin Südkreuz und Dresden-Neustadt bei 74 min liegen. Nach Fertigstellung des Abschnittes Böhla–Radebeul im Rahmen von VDE 9 soll sich die Fahrzeit um weitere fünf Minuten verkürzen, was aber wegen des fehlenden Tunnels südlich von Böhla im Jahr 2017 nicht abzusehen ist.
Der weitgehende Ausbau der Strecke für 200 km/h wird als Ausbaustufe 2 bezeichnet. Gemäß der Neuplanung vom Jahre 2010 wurden im Jahre 2012 die ersten Streckenabschnitte mit dieser Gleisqualität fertiggestellt, ohne dass diese bisher fahrtechnische Auswirkungen haben (siehe Kapitel Berliner Außenring bis Böhla).
Im Rahmen des Programms i2030 untersuchen die Länder Berlin und Brandenburg u. a. eine Verlängerung der S-Bahn um rund fünf Kilometer bis Rangsdorf mit Stationen in Dahlewitz, Dahlewitz-Rolls-Royce und Rangsdorf. Im April 2020 wurde hierzu die Finanzierungsvereinbarung in Höhe von rund 16 Millionen Euro Landesmitteln für die Vor-, Entwurfs- und Genehmigungsplanung unterzeichnet.

## Ausbau

### Wiederherstellung der Dresdener Bahn in Berlin

#### Überblick

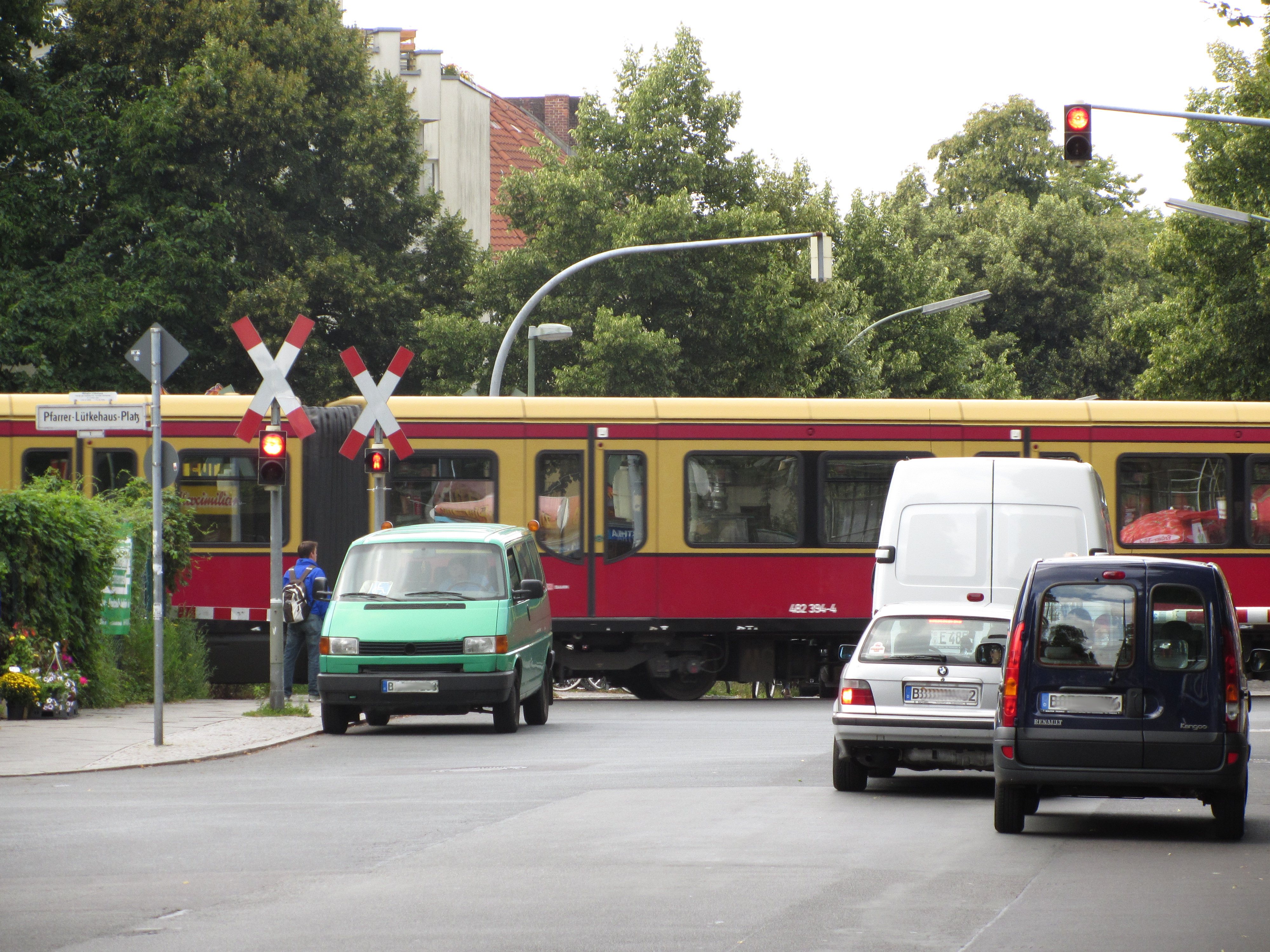
Inzwischen aufgelassener Bahnübergang am S-Bahnhof Berlin-Lichtenrade, 2011

Seit Ende Mai 2006 verkehren die meisten Fern- und Regionalzüge zur Dresdener Bahn vom Berliner Hauptbahnhof durch den Tiergartentunnel der Nord-Süd-Fernbahn und treffen auf Höhe des Gleisdreiecks auf die alte Trasse der Dresdener bzw. der Anhalter Bahn. Bis zur Wiederherstellung der innerstädtischen Strecke zwischen dem Bahnhof Berlin Südkreuz und dem südlichen Berliner Außenring verkehren die Züge über einen Umweg über die Anhalter Bahn, eine Verbindungskurve bei Genshagener Heide (sogenannte „Kramer-Kurve“) und den Berliner Außenring bis zum Abzweig Glasower Damm. Dort gelangen die Züge beim Streckenkilometer 19,0 kurz vor dem Bahnhof Blankenfelde wieder auf die Dresdener Bahn.
Nach Abschluss des Ausbaus werden die Züge in der Nähe des S-Bahnhofs Priesterweg von der Nord-Süd-Fernbahn kreuzungsfrei auf die Bahnstrecke Berlin–Dresden (Streckenkilometer 5,0) einschwenken. Am Bahnhof Berlin Buckower Chaussee plant das Land Berlin die Einrichtung eines Regionalverkehrshaltepunkts. Eine konkrete Bestellung erfolgt zunächst jedoch nicht, um das Planfeststellungsverfahren nicht zusätzlich zu verzögern. Insgesamt sollen unter anderem 14 Eisenbahnbrücken errichtet werden.
Die Entwurfsgeschwindigkeit auf Berliner Stadtgebiet liegt bei 160 km/h, in Brandenburg bei 200 km/h. Durch den Ausbau des 14,2 km langen direkten Abschnitts zwischen dem Bahnhof Südkreuz und dem südlichen Außenring (Blankenfelde) soll sich im Personenfernverkehr die Fahrzeit um etwa zehn Minuten verkürzen. Sie soll zwischen den beiden Hauptbahnhöfen ca. 92 Minuten betragen.
Auch für die Anbindung des Flughafens Berlin Brandenburg mit Airport-Express-Zügen ist der Ausbau wichtig. Nach Inbetriebnahme der Dresdner Bahn im Dezember 2025 soll der Bahnhof Flughafen BER vom Berliner Hauptbahnhof über eine neue Verbindungskurve auf den Berliner Außenring dann per Flughafen-Express in 20 Minuten erreicht werden.
Der Wiederaufbau des Streckenabschnitts war 2014 mit Kosten von rund 558 Millionen Euro geplant.
Im Endzustand wurde 2014 eine Reisezeit zwischen Berlin und Dresden von 75 Minuten für möglich gehalten.

#### Planfeststellungsverfahren
Das erste Planfeststellungsverfahren wurde 1998 eingeleitet; das letzte Planfeststellungsverfahren (PFA 3) wurde im August 2019 abgeschlossen. Als erster sollte der mittlere Abschnitt 2 (Berlin-Lichtenrade) planfestgestellt werden, was sich jedoch aufgrund gerichtlicher Klagen verzögerte (siehe unten). Die DB warf im Jahr 2008 dem Berliner Senat vor, das 1997 begonnene Verfahren zur Durchsetzung baulicher Veränderungen über mehrere Jahre verschleppt zu haben. Ende Juli 2000 kündigte die Deutsche Bahn an, zur Einsparung von Kosten den Ausbau der Zulaufstrecke in Berlin bis auf weiteres zurückzustellen.
Die geplante Bauzeit nach Abschluss der Planfeststellungsverfahren wurde im Jahre 2009 mit „vier Jahren“ angegeben.
Zwischenzeitlich war der Bau eines zweiten Zugangs zum S-Bahnhof Marienfelde offen, den die DB aufgrund hoher Kosten ablehnte. Ein weiterer Streitpunkt war ein vom Senat geforderter zweiter Zugang zum Bahnhof Buckower Chaussee.
Das geplante Investitionsvolumen wurde 2009 mit 470 Millionen Euro angegeben. Im Investitionsrahmenplan bis 2010 für die Verkehrsinfrastruktur des Bundes aus dem Jahr 2006 waren noch Investitionen in Höhe von 430 Millionen Euro für die Wiederherstellung des Abschnitts Südkreuz–Blankenfelde vorgesehen. Der Investitionsrahmenplan 2011–2015 wies 417,2 Millionen Euro aus.
Der Wiederaufbau war in vier Planfeststellungsabschnitte (PFA) unterteilt:
- Der PFA 4 („Schöneberg“) beginnt an der Ausfädelung aus der Anhalter Bahn und reicht bis in Höhe des S-Bahnhofs Attilastraße.[41] Das Ausfädelungsbauwerk sowie das Planum in diesem Abschnitt wurden zeitgleich mit dem Wiederaufbau der Anhalter Bahn errichtet.
- Der PFA 1 (Marienfelde[57]) reicht vom Bahnhof Südkreuz bis zum Haltepunkt Schichauweg.[54] Ende 2012 lag der Bericht des Anhörungsverfahrens vor.[57] Nach Bahnangaben mussten die eingereichten Pläne korrigiert und anschließend voraussichtlich die Träger öffentlicher Belange erneut gehört werden.[54] Der Planfeststellungsbeschluss für den 6,3 km langen Abschnitt wurde im Mai 2017 erteilt.[64]
- Der 2,5 km[65] lange PFA 2 (Lichtenrade[57]) führt vom Schichauweg über Lichtenrade zur Landesgrenze.[54] Ende 2012 begann die Erarbeitung des Planfeststellungsbeschlusses durch das Eisenbahn-Bundesamt, der im November 2015 vorlag.[66] In diesem Abschnitt war der Bau eines Tunnels an Stelle einer oberirdischen Linienführung strittig. Mit Urteil vom 29. Juni 2017 wies das Bundesverwaltungsgericht als erste und letzte Instanz alle diesbezüglichen Klagen ab und stellte insbesondere fest, dass das Eisenbahnbundesamt zu Recht die Verlegung der Strecke in einen Tunnel verworfen habe. Diese Lösung, so das Gericht, sei nicht vorzugswürdig.[67]
- Im PFA 3 (Blankenfelde–Mahlow), der von der Berliner Stadtgrenze bis Blankenburg reicht, legte die Deutsche Bahn im Mai 2013 neue Pläne vor. Nach Korrekturen im Jahr 2017 wurde der Planfeststellungsbeschluss am 30. August 2019 erteilt.[41] Errichtet werden zwei elektrifizierte und mit 200 km/h befahrbare Fernbahngleise sowie eine Verbindungskurve zum Flughafen BER. Die parallel verlaufende, weitgehend eingleisige S-Bahn-Strecke wird modernisiert. Am Bahnhof Blankenfelde wird der S-Bahnsteig nach Süden verlegt und als kombinierter Bahnsteig für S- und Regionalbahn ausgebildet. Fünf Bahnübergänge werden durch Brücken ersetzt sowie Lärmschutzwände errichtet.[68]

#### Streit um einen Tunnel in Lichtenrade
Während die Deutsche Bahn in Lichtenrade eine Strecke an der Oberfläche für den Planfeststellungsbeschluss beantragte, forderten Anwohner und der Senat hier eine Führung im Tunnel. Gegen den Verlauf an der Oberfläche wurden im Verfahren rund 4000 Einwendungen erhoben. Auch der Berliner Senat unterstützte ab 1998 die Lichtenrader Anlieger, zu denen damals auch der spätere Regierende Bürgermeister Klaus Wowereit gehörte, und unterbrach das gerade begonnene Planfeststellungsverfahren für zwei Jahre. Vor dem Bundesverwaltungsgericht wurden 2008 mehrere entsprechende Klagen von Anwohnern anhängig. In Lichtenrade gründete sich die Bürgerinitiative Berlin-Lichtenrade Dresdner Bahn, die sich für eine Tunnellösung einsetzte. Die Initiative forderte einen Tunnel zwischen der Buckower Chaussee und dem Stadtrand, andere Initiativen wollten einen rund 1,2 km kürzeren Tunnel, der auf Höhe der Haltestelle Schichauweg beginnt.
Eine im Jahr 2001 durch die Deutsche Bahn erstellte Machbarkeitsuntersuchung zu verschiedenen Tunnellösungen ergab Mehrkosten von mindestens 254 Millionen Mark (entspricht 2025 rund 201 Millionen Euro), die heute u. a. aufgrund gestiegener Sicherheitsanforderungen noch höher liegen würden. Laut Angaben der Deutschen Bahn hätte der Bund eine Tunnellösung nicht finanziert. Die Berliner Senatsverwaltung bot an, sich mit 30 Millionen Euro an einer Tunnellösung zu beteiligen. Verschiedene von der Deutschen Bahn entwickelte Tunnelvarianten wurden um 2012 vom Eisenbahn-Bundesamt geprüft. Im Mai 2014 kündigte die Deutsche Bahn an, eine Entscheidung des Eisenbahn-Bundesamtes abzuwarten, ob eine oberirdische Lösung genehmigungsfähig sei. Die Kosten einer ebenerdigen Trasse wurden 2015 von Verkehrsstaatssekretär Christian Gaebler mit 128 Millionen Euro beziffert, die eines Tunnels in offener Bauweise mit 223 Millionen Euro, die eines Tunnels mit Schildvortrieb (wie von der Bürgerinitiative gefordert) mit 360 Millionen Euro. Die Inbetriebnahme würde sich um acht Jahre, auf 2031, verzögern. Während die Bürgerinitiative die S-Bahn an der Oberfläche lassen wollte, rechnete die DB damit, diese ebenfalls im Tunnel führen zu müssen.
Im August 2015 hatte das Eisenbahn-Bundesamt für den von der Deutschen Bahn beantragten oberirdischen Ausbau entschieden. Mit Datum vom 13. November 2015 wurde ein entsprechender Planfeststellungsbeschluss erlassen. Gegen den Beschluss wurden Klagen eines anerkannten Umweltverbandes und dreier Eigentümer beim Bundesverwaltungsgericht (BVerwG) als erster und gleichzeitig letzter Instanz sowie ein Antrag auf vorläufigen Rechtsschutz eingereicht. Die Deutsche Bahn strebte einen Sofortvollzug an und kündigte an, möglichst noch 2017 mit den Bauarbeiten zu beginnen. Die Hauptverhandlung fand am 14. und 15. Juni 2017 in Leipzig statt, das Urteil des Bundesverwaltungsgerichts erging am 29. Juni 2017 und wies die Klagen ab. Insbesondere habe das Eisenbahn-Bundesamt die Verlegung der Strecke in einen Tunnel abwägungsfehlerfrei verworfen; sie dränge sich nicht als vorzugswürdige Lösung auf.

#### Bau

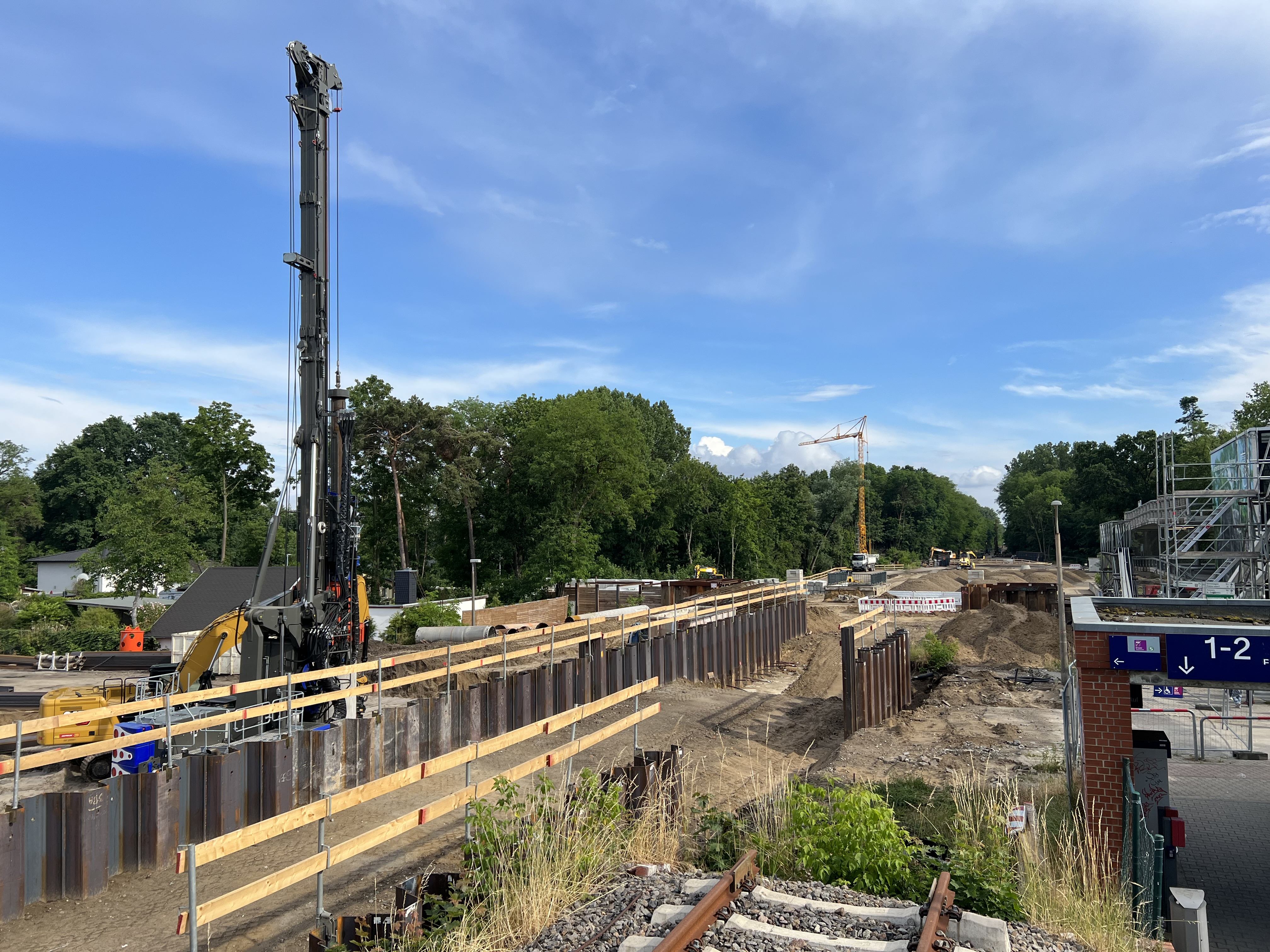
Bauzustand am Bahnhof Blankenfelde, Juni 2023

Am 20. September 2017 wurde am Bahnhof Lichtenrade ein interaktiver Infopunkt im ehemaligen Zugabfertigerhaus eröffnet, der über das Bauprojekt informiert. Die Bauarbeiten selbst begannen im Oktober 2017 mit vorbereitenden Maßnahmen, unter anderem Baumfällungen zwischen Lichtenrade und Stadtgrenze. Ab November 2017 entstand eine temporäre Fußgängerbrücke am Bahnübergang Säntisstraße. Der Bahnübergang wurde am 29. März 2018 geschlossen.
Am 3. April 2018 ging das elektronische Stellwerk Marienfelde in Betrieb. Es steuert die zunächst weiterhin im Gemeinschaftsverkehr von S-Bahn und Fernbahn (Güterverkehr) betriebenen Gleisanlagen. Neben dem neuen Zugbeeinflussungssystem ZBS kommt weiterhin die Punktförmige Zugbeeinflussung (PZB) zum Einsatz. Der Stellbereich erstreckt sich vom Bahnhof Attilastraße bis zum Bahnhof Lichtenrade. In diesem Zuge wurde der vormalige Haltepunkt Attilastraße zum Bahnhof umgewandelt und die Abzweigstelle Mariendorf (BMD) aufgelassen. Am 2. Dezember 2018 wurde der Stellbereich (inkl. ZBS) bis nach Blankenfelde ausgedehnt, unter Beibehaltung der PZB auf der Gemeinschaftsstrecke bis in den Bahnhof Mahlow.
Mit dem Einheben des letzten Elements einer Schallschutzwand am Bahnübergang Wolziger Zeile in Berlin-Lichtenrade in Anwesenheit des DB-Vorstandes Infrastruktur, Ronald Pofalla, und des Koordinators TEN-Projekte bei der Europäischen Union, Mathieu Grosch, wurde am 5. Februar 2019 symbolisch mit dem Bau der Dresdner Bahn im Süden Berlins begonnen. Die geplanten Gesamtkosten wurden zu Baubeginn mit rund 560 Millionen Euro beziffert.
Die Inbetriebnahme des Streckenabschnitts Berlin Hbf bis Blankenfelde ist für Dezember 2025 geplant. Der Rest der zweiten Baustufe soll im Dezember 2028 in Betrieb genommen werden.

### Berliner Außenring bis Böhla

#### Vorgeschichte des Ausbaus für 200 km/h in den 2000er Jahren

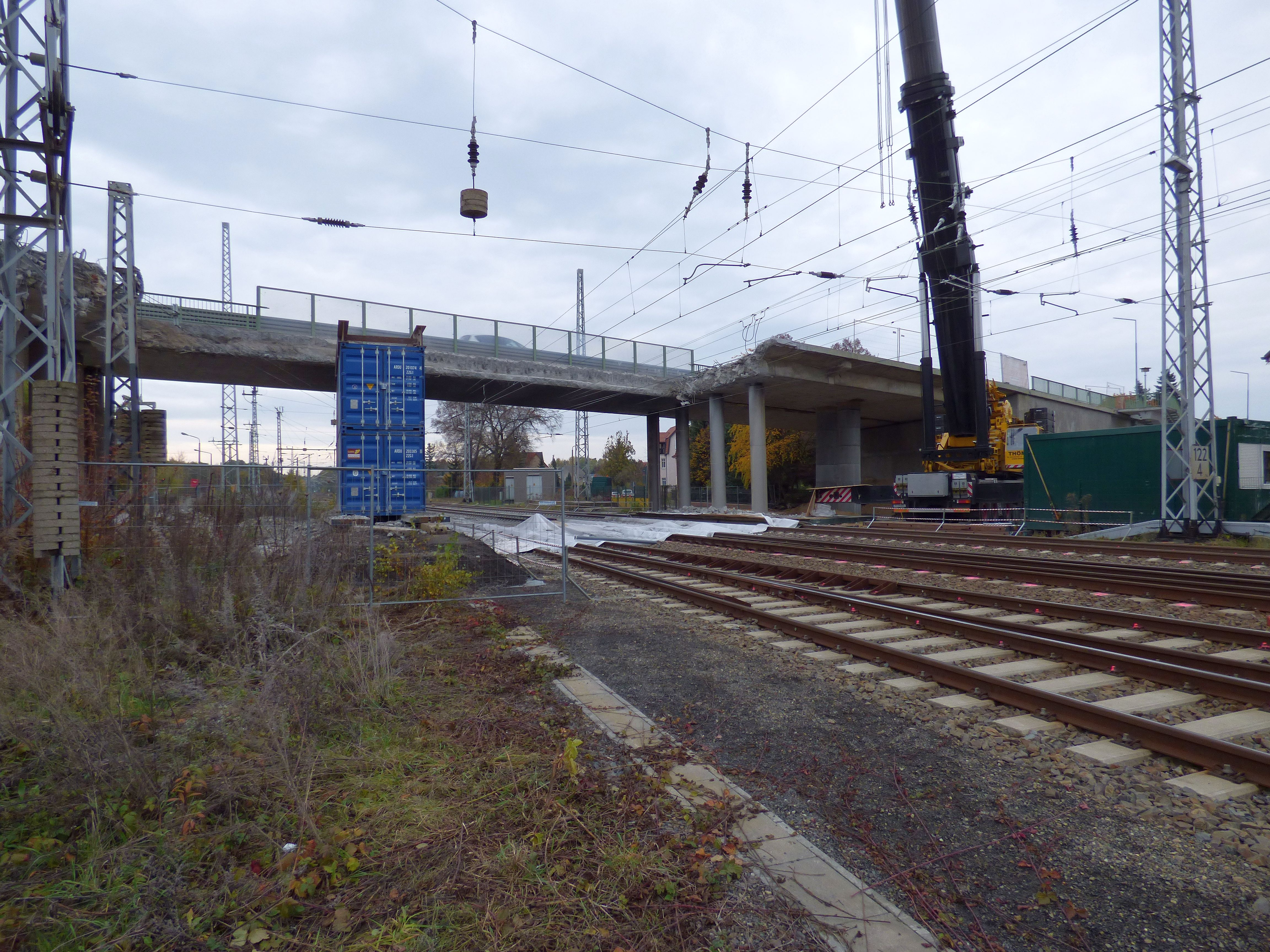
Abrissarbeiten in Elsterwerda, 2016

Der Streckenausbau zwischen Blankenfelde (bei Berlin) und Böhla (bei Dresden) soll über den ganzen Abschnitt in zwei Baustufen erfolgen. Die erste Ausbaustufe beinhaltet Maßnahmen, die eine Geschwindigkeit von 160 km/h mit Option auf 200 km/h ermöglichen. Es sollen darin Gleise, Weichen und Ingenieurbauwerke erneuert sowie die Leit- und Sicherungstechnik modernisiert werden. Nach Abschluss der zweiten Ausbaustufe, in der alle 35 Bahnübergänge wegfallen, und mit Inbetriebnahme von ETCS werden 200 km/h freigegeben.

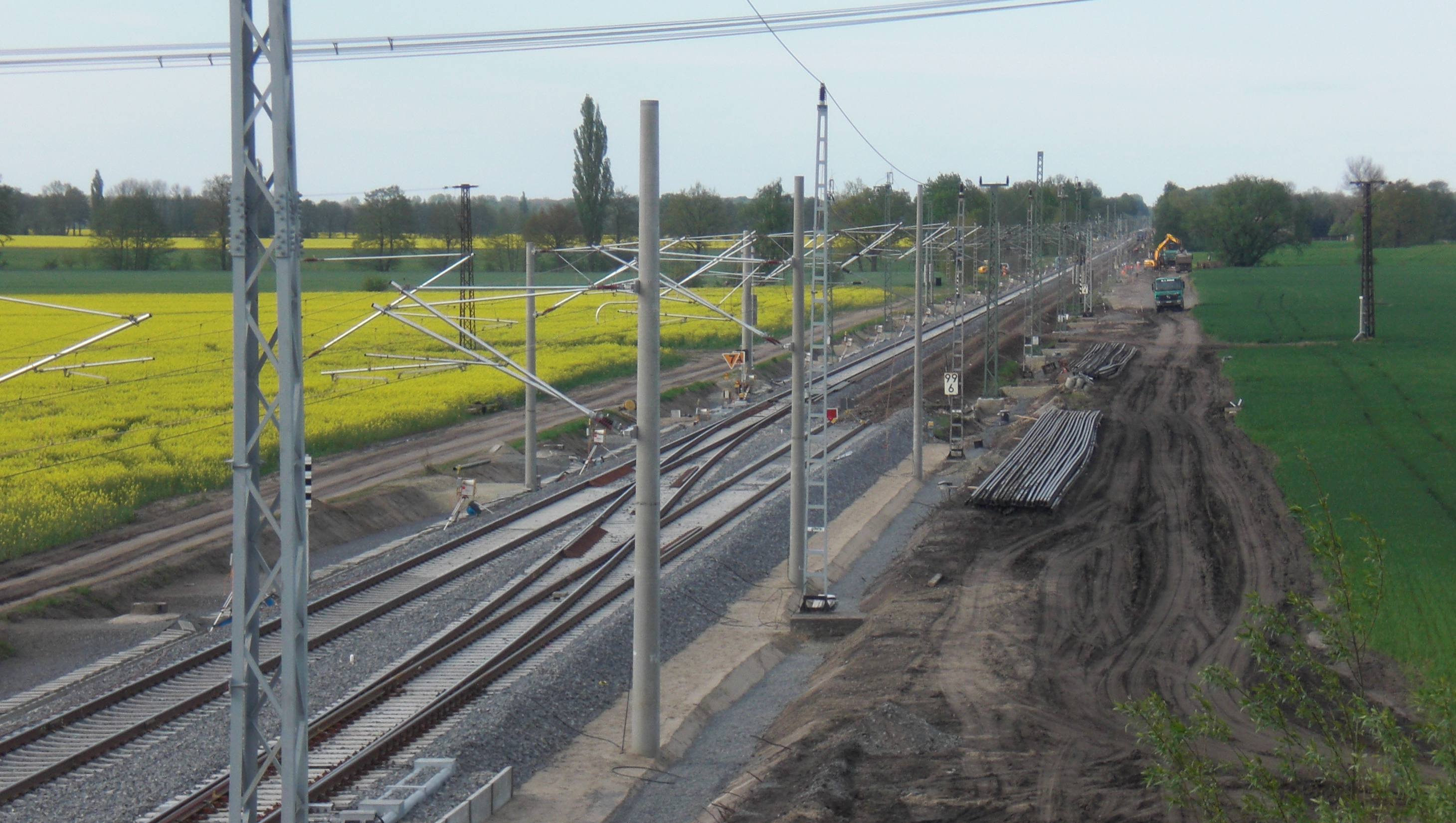
Ausbau der Strecke bis Brenitz, Mai 2010

Die Vorplanung für den Ausbau wurde 2002 aufgenommen. Nach einem Beschluss des Vermittlungsausschusses zum Subventionsabbau im Dezember 2003 wurden zahlreiche Neu- und Ausbaumaßnahmen an der Verkehrsinfrastruktur, auch die der Bahnstrecke Berlin – Dresden, zeitlich gestreckt. Die erste Baustufe wurde deshalb in mehrere Realisierungsstufen aufgeteilt. Im Rahmen der ersten Realisierungsstufe erfolgte bis Ende 2006 der Ausbau nur von Doberlug-Kirchhain bis etwa Hohenleipisch sowie zwischen Wünsdorf und Neuhof auf insgesamt 21 Kilometern Länge. 2005 stoppte die Bundesregierung den Ausbau. Auch im April 2007 führte die Deutsche Bahn den weiteren Ausbau der Strecke unter den „mittelfristig zurückgestellten Vorhaben“. 2009 wurde die Planung wieder aufgenommen. Der Ausbau des anschließenden Streckenabschnitts von Doberlug-Kirchhain bis Brenitz und Sonnewalde einschließlich der Signal- und Sicherungstechnik erfolgte dann Ende 2010 bis 2011.
Die zweite Realisierungsstufe umfasst folgende Projektabschnitte:
- Bf Rangsdorf und Neubau der Eisenbahnüberführung Rangsdorf
- Erneuerung Nordkopf und Eisenbahnüberführung Nottekanal im Bf Zossen
- Bf Wünsdorf einschließlich bis Hp Neuhof ausschließlich und Bahn-km 43,7 bis Golßen ausschließlich (Abschnitt Bahn-km 43,7 bis Baruth ausschließlich im März 2009 begonnen)
- Bf Hohenleipisch einschließlich bis Elsterwerda ausschließlich und Kreuzungsbauwerk Elsterwerda-Biehla
- Bf Großenhain Berl Bf ausschließlich bis Bahn-km 29,2 bei Böhla

Von Ende 2011 bis Ende 2012 sollte, als dritter Teil der ersten Ausbaustufe, der Abschnitt zwischen Neuhof und Baruth für 200 km/h ausgebaut werden. Laut Medienberichten von 2010 ließ sich nicht absehen, wann die erste Baustufe abgeschlossen sein sollte. Für die zweite Baustufe gab es mit Stand 2010 noch keine konkrete Zeitplanung. Der Baubeginn der zweiten Baustufe sollte mit Stand Februar 2009 nicht vor 2015 erfolgen. Bei den Sanierungsarbeiten der ersten Baustufe werden alle Maßnahmen für eine Streckengeschwindigkeit von 200 km/h ausgeführt.
Am 28. Juli 2010 kündigte die Deutsche Bahn an, den Ausbau der Strecke neu zu ordnen. Soweit das Baurecht vorliegt, sollte der etwa 80 Streckenkilometer lange Abschnitt Wünsdorf – Hohenleipisch zwischen 2012 und Dezember 2014 – unter abschnittsweisen Vollsperrungen – für eine Höchstgeschwindigkeit von 200 km/h ausgebaut werden. Hierfür hätten 21 Bahnübergänge beseitigt und dieser Abschnitt mit ETCS ausgerüstet werden müssen. Die Reisezeit zwischen Berlin und Dresden sollte damit auf höchstens anderthalb Stunden reduziert werden.

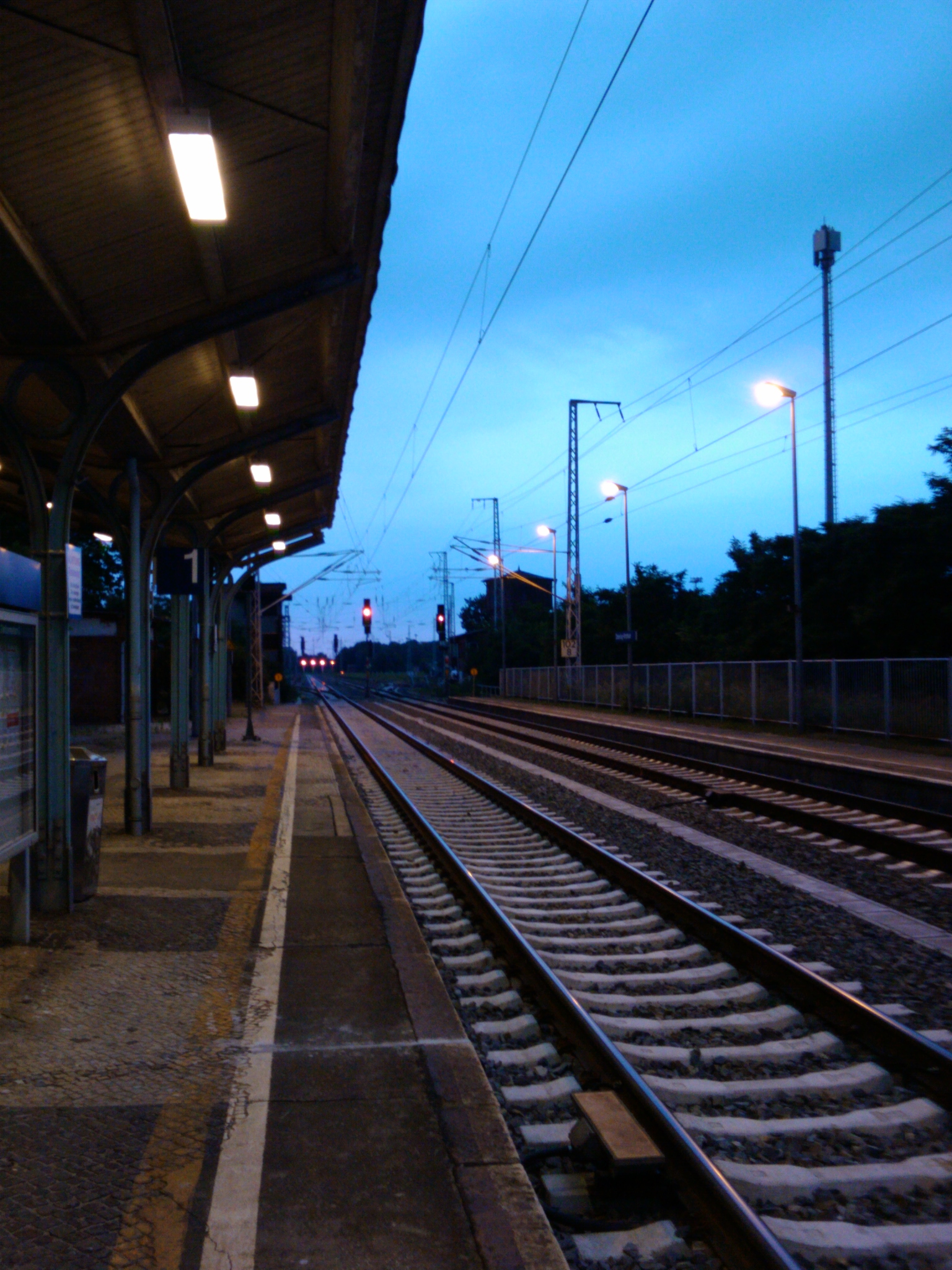
Turmbahnhof in Doberlug-Kirchhain in Richtung Berlin

Mit Planungsstand 2012 waren die Streckenabschnitte Wünsdorf – Neuhof, Uckro – Walddrehna und Brenitz – Hohenleipisch für 160 km/h mit Option auf 200 km/h ausgebaut.
Nach Planungen vom Oktober 2011 sollte der rund 80 km lange Streckenabschnitt Wünsdorf – Elsterwerda 2014 vollgesperrt werden, um sämtliche Bahnübergänge niveaufrei umzubauen.
Im Juni 2012 wurde bekannt, dass nach Angaben des Bundesverkehrsministeriums die zu diesem Zeitpunkt inoffiziell bis 2016 geplante Fertigstellung gefährdet sei. Die Deutsche Bahn nannte keinen Termin für den Abschluss des Ausbaus, kündigte jedoch an, die Planfeststellungsunterlagen für die noch nicht planfestgestellten Abschnitte bis Ende 2012 einzureichen. Die Deutsche Bahn sieht Finanzierungsprobleme auf Seiten der Straßenbaulastträger für die Beseitigung von rund 20 Bahnübergängen in Brandenburg. Ende 2012 waren für zwei Bahnübergänge Vereinbarungen nach Eisenbahnkreuzungsgesetz geschlossen worden, für 14 weitere waren entsprechende Vereinbarungen in Vorbereitung, elf weitere Vereinbarungen sollen bis Ende 2013 genehmigt werden. Für vier weitere Übergänge stand aufgrund fehlender Mittel eine Kreuzungsvereinbarung noch aus; das Land Brandenburg stellte in Aussicht, den Kommunalanteil mit Entflechtungsmitteln zu fördern. Das Land Brandenburg kündigte im September 2013 an, den nach Eisenbahnkreuzungsgesetz notwendigen Eigenanteil der Gemeinden in weiten Teilen zu übernehmen. In Brandenburg sollte der Kommunalanteil zur Beseitigung der 21 Bahnübergänge in den 16 betroffenen Gemeinden zu 75 Prozent aus Landesmitteln bezahlt werden, finanziell notleidende Kommunen konnten bis zu 90 Prozent erhalten. Das Land Sachsen sicherte eine allgemeine Unterstützung zu, ging aber keine konkrete Verpflichtung ein. Zur Beseitigung eines Bahnübergangs am Bahnhof Dahlewitz wurde im Frühjahr 2014 das dortige Empfangsgebäude abgerissen.
Weil das Baurecht fehlte, sollte dieser Abschnitt nach dem Planungsstand von Ende 2012 nicht vor 2016 für 200 km/h in Betrieb gehen. Eine erneute Verzögerung gab die Deutsche Bahn im Juni 2013 bekannt, wonach die ursprünglich zum Jahresfahrplan 2016 geplante Vollsperrung des Streckenabschnitts Wünsdorf – Elsterwerda auf 2017 verschoben wurde. Begründet wurde dies mit weiterhin ausstehenden Kreuzungsvereinbarungen zur Beseitigung der insgesamt 21 Bahnübergänge im Brandenburger Streckenabschnitt. Die Inbetriebnahme der ausgebauten Strecke war Mitte 2013 für Ende 2017 vorgesehen. Anfang September 2013 wollte die Deutsche Bahn mit dem Eisenbahn-Bundesamt und den Verkehrsministerien von Berlin und Brandenburg beraten, wie sich der Ausbau beschleunigen lasse. Laut DB-Angaben von Ende 2013 sollten die Ausbaumaßnahmen für 160 km/h im Jahr 2017 abgeschlossen werden und die Reisezeit gegenüber 2013 dann um 25 Minuten verkürzt werden. Der Großteil der Arbeiten sollte in Brandenburg laufen, in Sachsen sei lediglich eine Linienverbesserung bei Großenhain notwendig. Zum Fahrplanwechsel 2018 war mit Stand 2015 eine Verkürzung der Reisezeit zwischen Berlin und Dresden um 20 Minuten, auf dann eine Stunde und 45 Minuten, vorgesehen. Der weitere Ausbau für 200 km/h, der mit Stand von 2013 im Jahr 2018 abgeschlossen werden sollte, würde weitere fünf Minuten bringen.

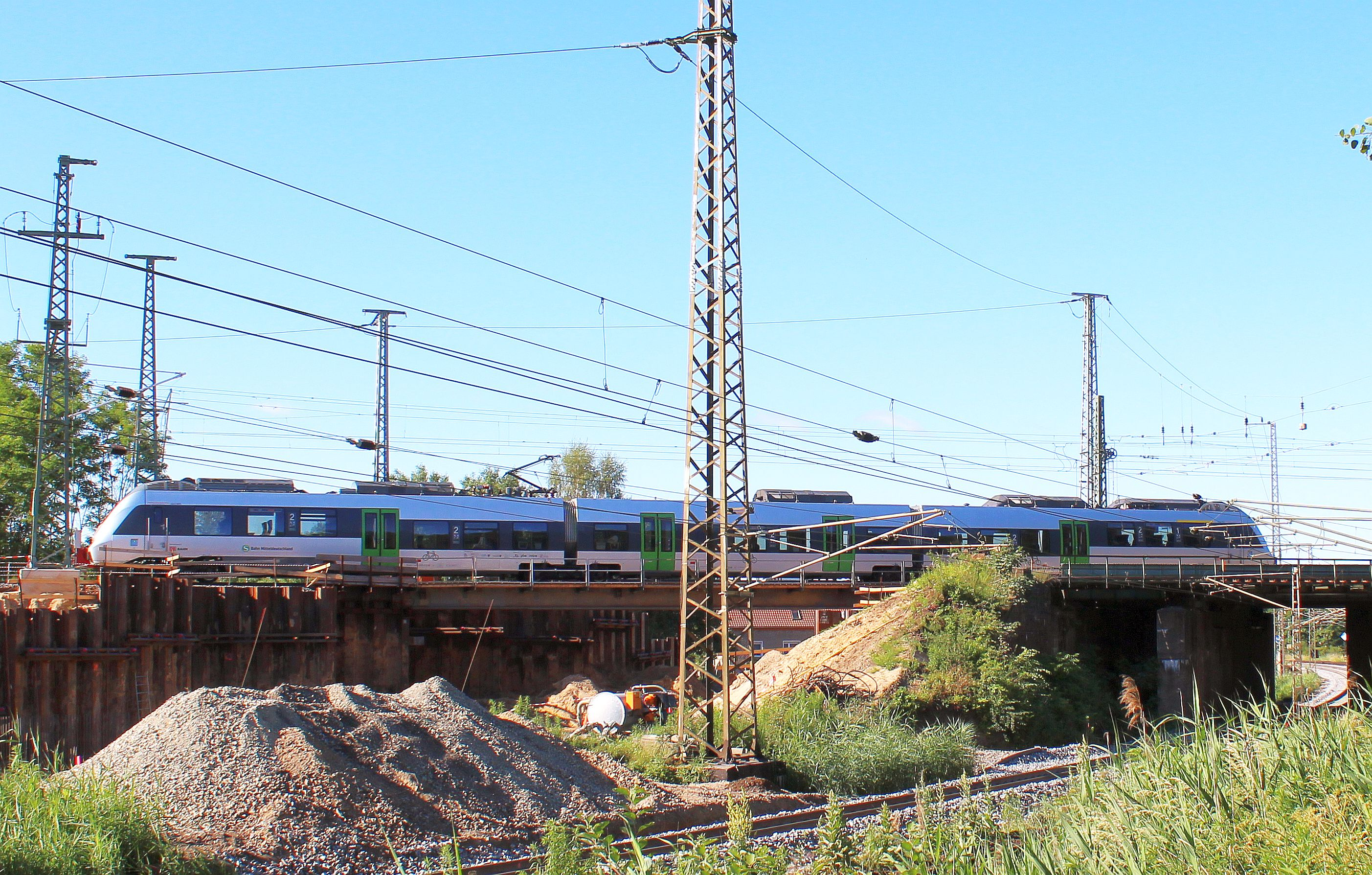
Bauarbeiten im Bereich des Kreuzungsbauwerks Elsterwerda-Biehla, 2014

Nach Angaben von Anfang 2014 sollten bis Ende 2018 80 von 125 Kilometern der Ausbaustrecke mit 200 km/h befahrbar sein. Damit sollte die planmäßige Reisezeit zwischen Berlin und Dresden um 20 auf 106 Minuten sinken. Nach DB-Angaben von Mai 2014 sollte ab August 2016 der 125 km lange Streckenabschnitt zwischen dem Berliner Außenring und Kottewitz voll gesperrt werden. Unter anderem sollten neun Bahnhöfe umgebaut, 20 Bahnübergänge beseitigt und die ETCS-Streckenausrüstung eingebaut werden. Die Auftragsvergabe sollte im Mai 2015 beginnen. Ende November 2014 schrieb die Deutsche Bau die Bauleistungen für den Umbau des Abschnittes zwischen Neuhof und Hohenleipisch im Amtsblatt der Europäischen Union aus. Der ausgebaute Streckenabschnitt zwischen Hohenleipisch und Elsterwerda sollte Ende 2015 für eine zulässige Geschwindigkeit von 160 km/h in Betrieb genommen werden.

#### Tatsächlicher Ausbau für 200km/h seit 2014
Von 2013 bis 2016 wurde der Bahnhof Rangsdorf für 40 Millionen Euro grundlegend umgebaut, von Mitte 2014 bis Juli 2015 der Bahnhof Elsterwerda. Zwischen Juni 2014 und Juni 2016 wurde für den Bereich Elsterwerda und Hohenleipisch ein Elektronisches Stellwerk errichtet sowie bis Ende 2016 auch der sechs Kilometer lange Streckenabschnitt erneuert.
Am 30. Mai 2016 wurde in Baruth der symbolische Baubeginn (1. Baustufe) am Streckenabschnitt Baruth (Mark)–Hohenleipisch unter Anwesenheit von DB-Chef Rüdiger Grube, Staatssekretär Norbert Barthle und Brandenburgs Verkehrsministerin Kathrin Schneider begangen. Der 73 km lange Abschnitt zwischen Wünsdorf-Waldstadt und Elsterwerda wurde im Zuge einer vom 5. August 2016 bis zum 9. Dezember 2017 dauernden Vollsperrung ausgebaut. Neben der Erneuerung von Gleisen, Bahnsteigen und Bahntechnik wurden dabei 18 Bahnübergänge kreuzungsfrei ersetzt. Nach Ende des Ausbaus soll eine Reisezeit von 107 Minuten realisiert werden.
Um die Strecke für Bauvorhaben voll sperren zu können, wurden insbesondere die Fernreisezüge über die teils eingleisige Bahnstrecke Jüterbog–Röderau und die Bahnstrecke Berlin–Halle umgeleitet. Die Fahrzeit verlängerte sich dabei durch die Schnellfahrabschnitte zwischen Jüterbog und Berlin Südkreuz trotz des längeren Weges nicht. Außerdem wurden Züge selten auch über Leipzig (ohne Halt) umgeleitet.
Vor der Ausbaustrecke bei Zossen und bei Doberlug-Kirchhain bestanden Stand 2018 noch Geschwindigkeitsbegrenzungen auf 50 km/h.
Mit Inbetriebnahme von ETCS sollte eine weitere Verkürzung der Reisezeit stattfinden. Seit dem 4. Dezember 2020 ist der Streckenabschnitt Neuhof (b Zossen) – Rückersdorf (Niederl) mit 200 km/h befahrbar. Da jedoch noch nicht genügend Fahrzeuge mit ETCS-Ausrüstung zur Verfügung standen, konnte anfangs eine weitere Fahrzeitverkürzung nicht erreicht werden.
Nach Fertigstellung aller Baumaßnahmen sollte die Fahrzeit Stand 2009 von Berlin nach Dresden auf 69 Minuten sinken und die Strecke zwischen Blankenfelde und wenige Kilometer vor Dresden mit 200 km/h befahrbar sein.
Von 2020 bis 2022 wurde der Bahnhof Wünsdorf-Waldstadt umgebaut. Seit Januar 2023 wird der Bahnhof Zossen umgebaut; der Abschluss der Arbeiten ist für das Jahr 2025 geplant. Bis 2028 ist die 2. Baustufe, mit den Abschnitten Blankenfelde (ausschließlich) – Wünsdorf-Waldstadt (ausschließlich), dem Bahnhof Doberlug-Kirchhain und Elsterwerda – Großenhain Berliner Bahnhof vorgesehen.
Ab Mitte der 2020er Jahre war Stand 2016 eine Reisezeit von 80 Minuten geplant. Mit dem Bau des Kockelsbergtunnels wurde 2020 eine Fahrzeit von 78 Minuten für möglich gehalten. Ausgenommen waren aus wirtschaftlichen Erwägungen der Gehrener Bogen (160 km/h) und der Abschnitt Hohenleipisch–Elsterwerda (160 km/h). Im Nationalen Umsetzungsplan ETCS des Eisenbahn-Bundesamts wird die Strecke nicht geführt, so dass auch nach 2023 keine priorisierte Erhöhung der Höchstgeschwindigkeit durch ETCS Level 2 angemeldet wurde. Der Bereich Doberlug-Kirchhain (140 km/h) soll zu einem späteren Zeitpunkt, nach dem Ersatz einer Brücke, ebenfalls mit 200 km/h befahrbar sein.
Das Land Sachsen meldete den Ausbau Berlin–Dresden und einen daran anschließenden Neubau Richtung Prag für den Bundesverkehrswegeplan 2030 an.

### Böhla bis Dresden
Im Rahmen der der Ausbaustrecke Leipzig–Dresden zugeordneten Abschnitte begannen 2008 erste Bauarbeiten an der Verbindungskurve Weißig–Böhla. Diese ist höhenfrei in die Trasse Berlin–Dresden eingebunden und ging im Dezember 2010 in Betrieb.
Die weiteren Ausbauabschnitte Böhla–Weinböhla und Bahnhof Weinböhla sollten ursprünglich bis 2016 fertiggestellt werden, wurden aber Stand 2022 nicht begonnen. Ein Bestandteil davon ist der bereits seit den 1990er Jahren erwogene Kockelsbergtunnel, der seit 2020 Planungsbestandteil ist. Zum Fahrplanwechsel am 15. Dezember 2002 wurde der Bahnhof Weinböhla an der Strecke nach Berlin geschlossen und ein gleichnamiger Haltepunkt an der Strecke nach Leipzig eröffnet.
Im Rahmen des Konjunkturpaketes I wurden die Abschnitte Weinböhla – Neucoswig und Neucoswig – Radebeul West im Jahr 2010 modernisiert. Deshalb war die Strecke zwischen Neucoswig und Großenhain ab dem Fahrplanwechsel im Dezember 2009 für ein Jahr gesperrt. Der sechs Kilometer lange Abschnitt zwischen Neucoswig und Weinböhla wurde dabei grunderneuert. Im Bereich des Kreuzungsbauwerkes des ehemaligen Stellwerkes Az bis in den Bereich des Haltepunktes Radebeul-Zitzschewig wurden zwischen Anfang 2018 und Mitte 2020 Brücken ersetzt und Bögen überhöht.

## Streckenbeschreibung

### Verlauf

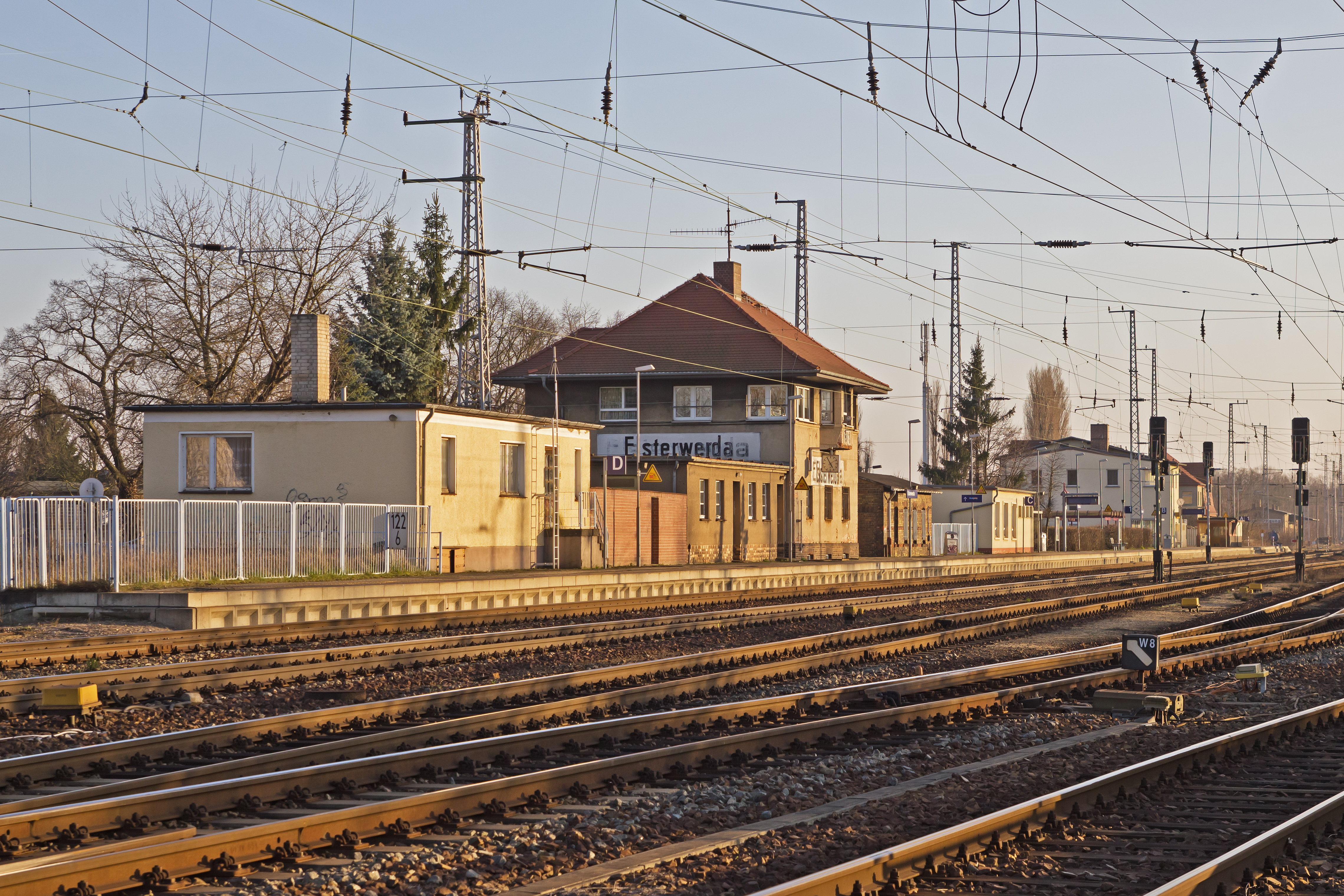
Bahnhof Elsterwerda

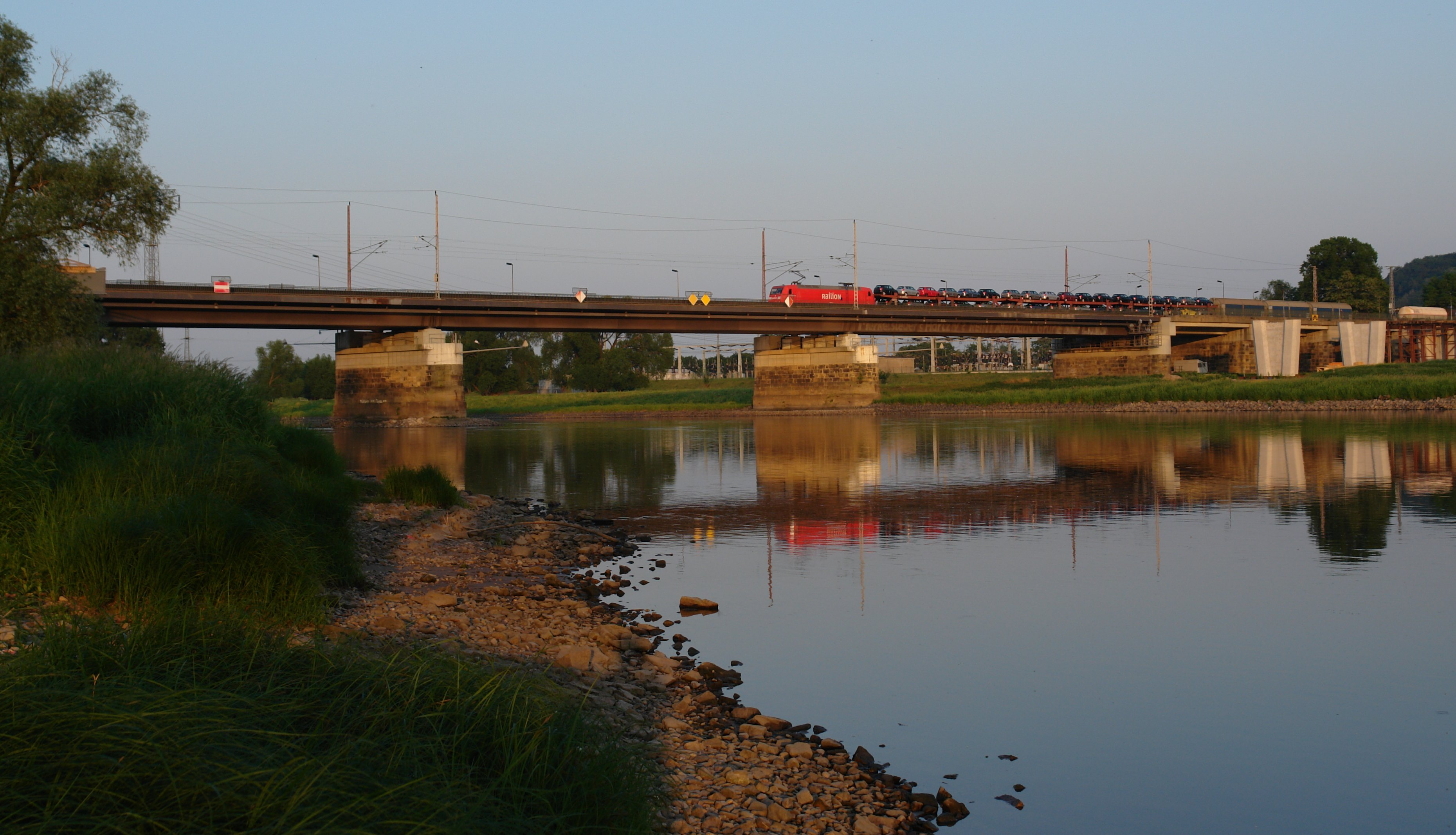
Eisenbahnbrücke Niederwartha über die Elbe

Die vergleichsweise flache Topografie machte nur wenige Ingenieurbauten nötig, und die Strecke weist eine geringe Neigung auf. Sie verläuft vom Bahnhof Berlin Südkreuz in südlicher Richtung zunächst durch das Stadtgebiet von Berlin, das hinter Lichtenrade verlassen wird. Nach dem S-Bahn-Bahnhof Mahlow wird der Berliner Außenring überquert, während die Strecke weiter Richtung Süden verläuft. In Blankenfelde endet die Berliner S-Bahn; von hier an werden die Ferngleise Richtung Süden genutzt. Nach dem Haltepunkt Dahlewitz wird die Bundesautobahn 10, der Berliner Ring, gekreuzt, und die Randgebiete Berlins werden bei Rangsdorf verlassen. Nach Zossen, wo die mittlerweile stillgelegte Strecke Richtung Jüterbog abzweigt, überfährt die Eisenbahn den Nottekanal. Die Strecke verläuft durch das Gebiet der Wünsdorfer Seen und durch ausgedehnte Waldlandschaften. Der Bahnhof von Baruth liegt am Übergang des Flämings zum Baruther Urstromtal. Bei Golßen wird die Niederlausitz erreicht. Bei Uckro kreuzt die Strecke die Niederlausitzer Eisenbahn und führt durch zwei Kurven aufwärts durch die Gehrener Berge, bevor die Fahrt durch die Wälder der Niederlausitz zum Turmbahnhof Doberlug-Kirchhain weitergeht. Hier wird die Bahnstrecke Halle–Cottbus überquert. Von dort führt sie an den Naherholungsseen Bad Erna und von Rückersdorf vorbei durch waldreiches Gebiet in Richtung Bahnhof Hohenleipisch, gelegen in einer Kurve, und weiter nach Elsterwerda.
Die Industriestadt Elsterwerda, die gleichzeitig ein mittlerer Eisenbahnknoten ist, liegt in einer Niederung der Schwarzen Elster. Von dem trotz seiner Bedeutung eher kleinen Bahnhof zweigen zahlreiche Strecken ab (Richtung Hoyerswerda, Riesa und nach Falkenberg). Kurz nach dem Bahnhof werden zwei Flüsse, die Schwarze Elster und die Pulsnitz, gekreuzt. Das ist gleichzeitig der Übergang in die Landschaft der Großenhainer Pflege. Im Stadtgebiet von Großenhain wird die Bahn nach Priestewitz bzw. nach Cottbus gekreuzt. Die nördlich von Böhla einmündende Verbindungskurve Weißig–Böhla bindet den schnellen Fernverkehr von der Bahnstrecke Leipzig–Dresden ein. Nach Böhla erreicht die Strecke den nördlichen Rand des Elbtalkessels und fällt relativ kurvenreich zum ehemaligen Bahnhof Weinböhla ab. Ab Böhla verlaufen die beiden Bahnstrecken Leipzig–Dresden und Berlin–Dresden fast parallel und teilweise auf Sichtweite bis Dresden, wobei sich beide Strecken westlich von Radebeul kreuzen. Zweigleisige Verbindungskurven verknüpfen hier die Strecken miteinander und ermöglichen den Übergang von Berlin Richtung Dresden-Neustadt und von Leipzig in Richtung Dresden-Friedrichstadt sowie jeweils in der Gegenrichtung.
Die Elbe wird bei Niederwartha über eine lange Stahlbrücke gequert, bevor es linkselbisch am Pumpspeicherwerk vorbei bis zum Bahnhof Dresden-Friedrichstadt weitergeht. Im Bahnhof Dresden-Friedrichstadt hat die Strecke Berlin–Dresden ihren nominalen Streckenendpunkt. Zwei Verbindungskurven schaffen den Anschluss an die Strecke Děčín–Dresden-Neustadt und ermöglichen Zugfahrten einerseits in Richtung Dresden-Neustadt, andererseits in Richtung Dresden Hbf und Dresden-Plauen.

### Betriebsstellen
Bahnhof Brenitz-SonnewaldeDer Bahnhof Brenitz-Sonnewalde liegt bei Kilometer 93,7 in der Ortslage Brenitz und etwa fünf Kilometer westlich der Stadt Sonnewalde im südbrandenburgischen Landkreis Elbe-Elster. Seit 1996 halten dort keine Reisezüge mehr. Bis 2016 war ein Gleisbildstellwerk der Bauform GS II DR vorhanden.

## Zugbetrieb

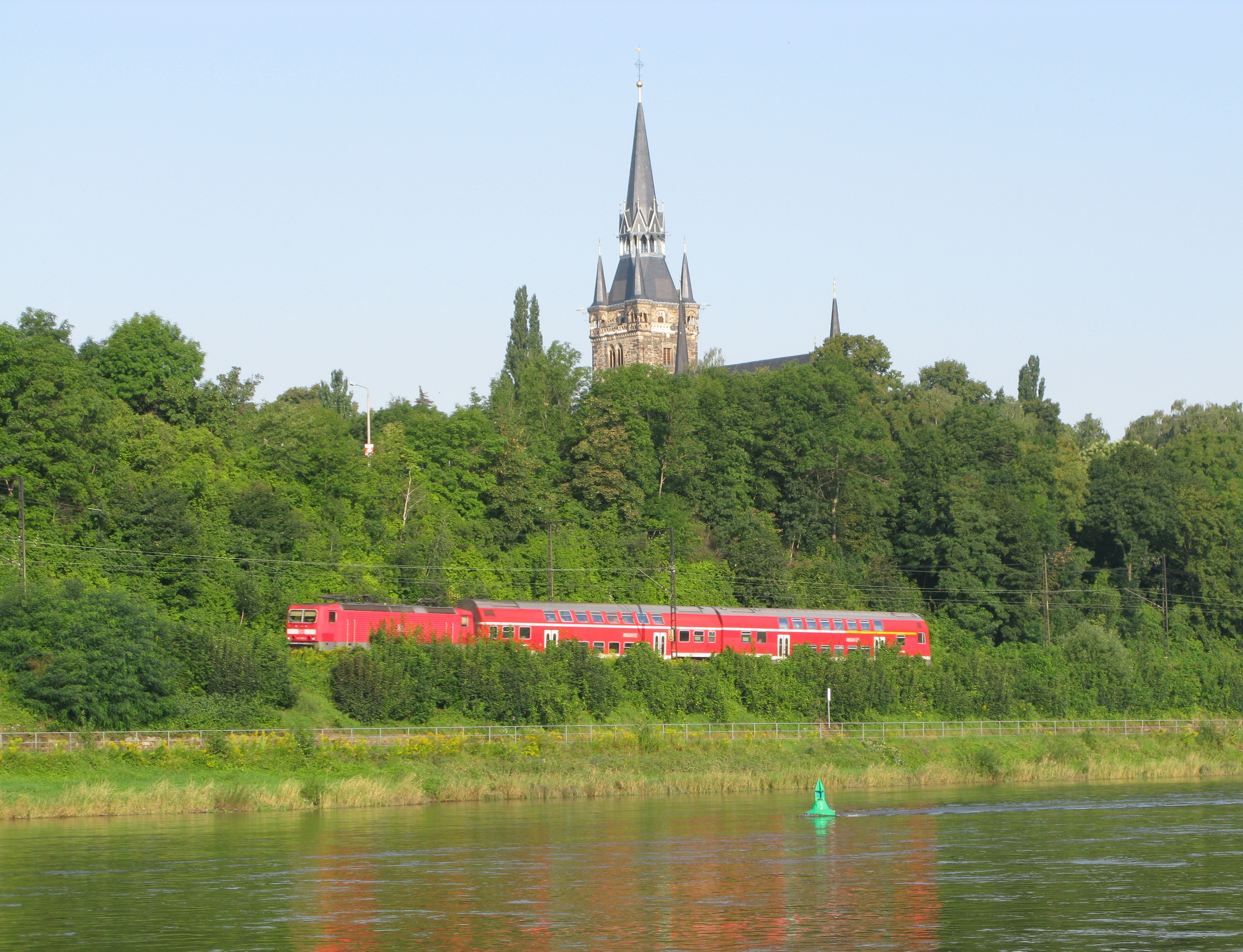
Regionalbahn im Dresdener Stadtgebiet auf der linkselbischen Bahnstrecke Berlin–Dresden, im Hintergrund die Briesnitzer Kirche

Da die Fernbahngleise der Bahnstrecke Berlin–Dresden im Stadtgebiet von Berlin noch nicht wieder aufgebaut wurden, muss der Zugverkehr den beschriebenen Umweg über die Anhalter Bahn und den Berliner Außenring nehmen und gelangt erst vor Blankenfelde auf die eigentliche Berlin–Dresdener Bahn. Zwischen Großenhain Berliner Bahnhof und Radebeul-Naundorf verkehrt der Regionalverkehr nicht auf der Bahnstrecke Berlin–Dresden, sondern auf der nahezu parallel laufenden Bahnstrecke Großenhain–Priestewitz und der Strecke aus Leipzig (Bahnstrecke Leipzig–Dresden).
Folgende Tabelle zeigt die Linien des Fern- und Regionalverkehrs, die über die Strecke Berlin–Dresden verkehren (Stand 2023):
| Linie        | Zuglauf | Streckenabschnitt               | Takt (min) |
| ------------ | --- | ------------------------------- | ---------- |
| IC 17        | (Warnemünde –) Rostock Hbf – Waren (Müritz) – Neustrelitz – Oranienburg – Berlin-Gesundbrunnen – Berlin Hbf – Berlin Südkreuz – Flughafen Berlin-Brandenburg – Doberlug-Kirchhain – Elsterwerda – Dresden-Neustadt – Dresden Hbf (– Freiberg (Sachs) – Chemnitz Hbf (2 Zugpaare)) | Blankenfelde–Dresden            | 120        |
| (IC /) EC 27 | (Hamburg-Altona / Westerland – Hamburg Hbf –) Berlin Hbf – Dresden Hbf – (Praha hl.n. (– Bratislava – Budapest)) | Blankenfelde–Neucoswig          | 120        |
| RJ 258 / 259 | Berlin Hbf – Dresden Hbf – Decin hl.n. – Praha hl.n. – Brno hl.n. – Wien Hbf – Graz Hbf |                                 | 1× / Tag   |
| RE 8         | Berlin Hbf – Berlin Südkreuz – Wünsdorf-Waldstadt – Elsterwerda / Finsterwalde | Blankenfelde–Elsterwerda        | 120 (60)   |
| RB 24        | (Berlin Hbf – Berlin Ostkreuz –) Flughafen Berlin-Brandenburg – Wünsdorf-Waldstadt | Blankenfelde–Wünsdorf-Waldstadt | 60         |
| RB 31        | Bahnhof Elsterwerda-Biehla – Elsterwerda – Großenhain Cottb Bf – Dresden Hbf | Elsterwerda–Großenhain          | 120        |
| RB 31        | Bahnhof Elsterwerda-Biehla – Elsterwerda – Großenhain Cottb Bf – Dresden Hbf | Radebeul-Naundorf–Dresden       | 60         |
| S2           | Bernau (b. Berlin) – Berlin Friedrichstraße – Blankenfelde | Berlin-Südkreuz–Blankenfelde    | 20 (10)    |

Daneben nutzen einzelne weitere Züge die Strecke. Dies sind z. T. Sonderzüge.
Die IC/EC-Züge fahren wie die RE-Züge Berlin-Südkreuz und somit den Tiergartentunnel bis Berlin Hbf an.
Des Weiteren benutzten im Zuge der Streckensanierung Berlin–Cottbus zwischen Königs-Wusterhausen und Lübbenau/Spreewald auch die RegionalExpress-Züge der Linie RE 2, das IC-Zugpaar Norddeich Mole/Emden Außenhafen–Hannover–Berlin–Cottbus und das EC-Zugpaar Hamburg-Altona–Berlin–Cottbus–Kraków Glówny die Strecke zwischen Blankenfelde und dem Abzweig Doberlug-Kirchhain Nord. Dabei fuhren die RE-2-Züge zwischen Berlin-Südkreuz und Calau (Niederlausitz) durch und hielten an keinem Bahnhof auf der Dresdener Bahn.
Seit Dezember 2019 wird eine neue IC-Linie Dresden–Berlin–Rostock über die Strecke angeboten. Zunächst verkehren zehn Züge pro Tag, die ab Mai 2020 auch den Flughafen Schönefeld bedienen. Seit November 2020 schließlich wird der Bahnhof Flughafen BER direkt mit regelmäßigen Halten angebunden. Das Angebot soll auf 16 Züge pro Tag ausgedehnt werden.

### Betrieb unter ETCS
Im Dezember 2020 wurde zwischen Neuhof (b Zossen) und Rückersdorf (Niederl) ein erster Abschnitt der Strecke mit ETCS in Betrieb genommen. Im Fernverkehrsangebot (Railjet, Intercity und Eurocity) bleibt diese Ausrüstung vorerst ungenutzt. Fahrzeuge ohne ETCS-Ausrüstung (nach Baseline 3) verkehren weiter unter Sicherung durch PZB 90 mit einer Höchstgeschwindigkeit von 160 km/h.
Ab 2021 waren Probefahrten mit den bereits seit 2019 eingesetzten Intercity-2-Zügen (Stadler KISS) vorgesehen, die ab 2022 kommerziell mit ETCS auf der Strecke eingesetzt werden sollten. Ab Sommer 2022 sollten KISS-Triebzüge im Abschnitt Hohenleipisch–Baruth mit ETCS und bis zu 200 km/h fahren. Ab 2024 sollten auch internationale Züge mit ETCS verkehren.[veraltet]
Langfristig soll die gesamte Strecke mit ETCS ausgerüstet werden.

## Fahrzeugeinsatz
Von preußischer Seite kamen zunächst Lokomotiven der Gattungen S 5.2, die S 6 und ab etwa 1912 die S 10.1 zum Einsatz, von sächsischer Seite die VIII V 1 und die X H1.

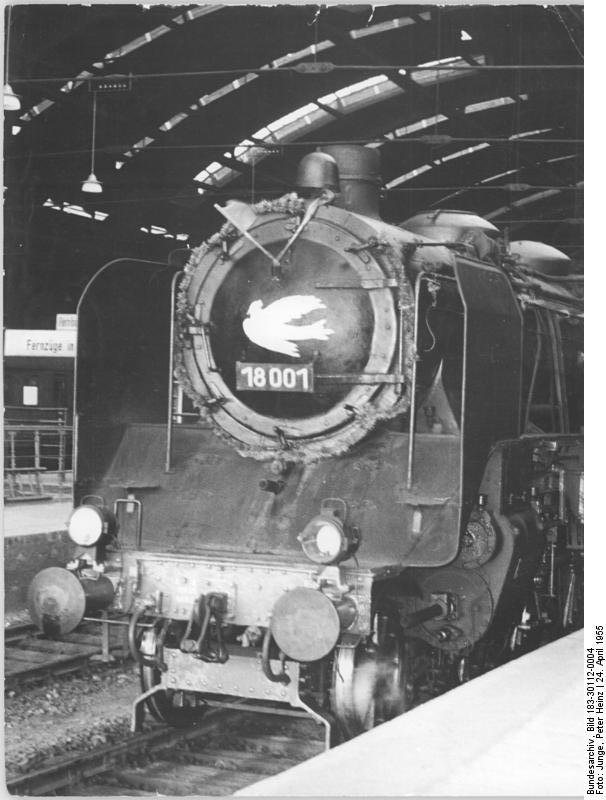
Bis in die 1960er Jahre bespannten die sächsischen XVIII H die Schnellzüge; hier in Berlin Ostbahnhof, 1955

Nach dem Ersten Weltkrieg setzte das Bw Berlin-Anhalter Bahnhof weiterhin Preußische S 10.1 (BR 17.10-12) ein, außerdem ab 1924/1925 P 10 (DR-Baureihe 39) und ab 1928 die ersten Einheitslokomotiven der Baureihe 01. Das Bw Dresden-Altstadt bespannte ab 1917/18 die Züge verstärkt mit Lokomotiven der sächsischen Gattungen XII HV (Baureihe 17.7) und XVIII H (18.0). Im Ausnahmefall kam auch Lokomotiven der Gattung XX HV (19.0) zum Einsatz. Der Henschel-Wegmann-Zug schließlich wurde – von Ausnahmen abgesehen – mit der 61 001 gezogen.
Nach dem Zweiten Weltkrieg prägten die Lokomotiven der Baureihe 18.0 den Verkehr auf der Strecke bis zu ihrer Abstellung 1961/1962, zeitweilig unterstützt von den Kohlenstaubexoten 03 1087, 07 1001 sowie 08 1001 und später einigen 03.10. Anschließend übernahmen Lokomotiven der Baureihe 03. Da die internationalen Züge immer schwerer wurden, mussten schließlich ab 1967 wieder Lokomotiven der Baureihe 01 eingesetzt werden. In Berlin stationierte Diesellokomotiven der Baureihe 132 übernahmen 1977 schrittweise die letzten Leistungen der 01 und am 24. September kam es letztmals zum Schnellzugeinsatz von Dresdner Dampflokomotiven auf dieser Strecke. Daneben hatten schon seit den 1960er Jahren auch in Dresden beheimatete Lokomotiven der Baureihe 118 Teile des hochwertigen Reisezugdienstes nach Berlin übernommen.
Die Garnituren der Schnelltriebwagenverbindung Vindobona wurden wechselseitig von den beteiligten Bahnverwaltungen DR, ČSD und ÖBB gestellt. Die Deutsche Reichsbahn setzte anfangs Einheiten der Baureihen VT 12.14 und SVT 137 ein, bis diese Anfang 1965 von SVT 18.16 der Bauart Görlitz abgelöst wurden. Im Mai 1979 endete der Schnelltriebwageneinsatz und unter demselben Namen verkehrten lokbespannte Züge.
Erst ab 1985 konnte durchgehend elektrisch gefahren werden. Vorher wurden die Züge zur Einsparung von Dieseltreibstoff, dem Elektrifizierungsfortschritt folgend, auf geeigneten Bahnhöfen wie Elsterwerda und Brenitz-Sonnewalde umgespannt. Als erste Strecke in den neuen Bundesländern war die Strecke ab 1992 mit 160 km/h befahrbar. Dabei wurden Lokomotiven der Baureihe 112 im Fernverkehr eingesetzt, die für diese Geschwindigkeit ausgelegt sind. Schon vorher wurden insbesondere die von und nach Prag durchlaufenden Züge mit den Zweisystemlokomotiven der Reihe 180 und den praktisch baugleichen der ČSD-Reihe 372 bespannt. Heute werden Lokomotiven der Baureihen 193 und Triebzüge Stadler KISS im Fern- sowie Lokomotiven der Baureihe 143 und Triebwagen bzw. -züge der Baureihen 445/446 und 442 (Talent 2) im Regional- bzw. 481 im S-Bahn-Verkehr Berlin eingesetzt.